# Liste der technischen Denkmale im Landkreis Mittelsachsen (F–G)
Die Liste der technischen Denkmale im Landkreis Mittelsachsen enthält die Technischen Denkmale im Landkreis Mittelsachsen.
Diese Liste ist eine Teilliste der Liste der Kulturdenkmale in Sachsen.
Aufgrund der großen Anzahl von technischen Denkmalen ist die Liste aufgeteilt in die
- Liste der technischen Denkmale im Landkreis Mittelsachsen (A–E)
- Liste der technischen Denkmale im Landkreis Mittelsachsen (F–G)
- Liste der technischen Denkmale im Landkreis Mittelsachsen (H–N)
- Liste der technischen Denkmale im Landkreis Mittelsachsen (O–Z)

Die Buchstaben entsprechen den Anfangsbuchstaben der Gemeindenamen.

## Legende
- Bild: Bild des Kulturdenkmals, ggf. zusätzlich mit einem Link zu weiteren Fotos des Kulturdenkmals im Medienarchiv Wikimedia Commons. Wenn man auf das Kamerasymbol klickt, können Fotos zu Kulturdenkmalen aus dieser Liste hochgeladen werden:
- Bezeichnung: Denkmalgeschützte Objekte und ggf. Bauwerksname des Kulturdenkmals
- Lage: Straßenname und Hausnummer oder Flurstücknummer des Kulturdenkmals. Die Grundsortierung der Liste erfolgt nach dieser Adresse. Der Link (Karte) führt zu verschiedenen Kartendiensten mit der Position des Kulturdenkmals. Fehlt dieser Link, wurden die Koordinaten noch nicht eingetragen. Sind diese bekannt, können sie über ein Tool mit einer Kartenansicht einfach nachgetragen werden. In dieser Kartenansicht sind Kulturdenkmale ohne Koordinaten mit einem roten bzw. orangen Marker dargestellt und können durch Verschieben auf die richtige Position in der Karte mit Koordinaten versehen werden. Kulturdenkmale ohne Bild sind an einem blauen bzw. roten Marker erkennbar.
- Datierung: Baubeginn, Fertigstellung, Datum der Erstnennung oder grobe zeitliche Einordnung entsprechend des Eintrags in der sächsischen Denkmaldatenbank
- Beschreibung: Kurzcharakteristik des Kulturdenkmals entsprechend des Eintrags in der sächsischen Denkmaldatenbank, ggf. ergänzt durch die dort nur selten veröffentlichten Erfassungstexte oder zusätzliche Informationen
- ID: Vom Landesamt für Denkmalpflege Sachsen vergebene, das Kulturdenkmal eindeutig identifizierende Objekt-Nummer. Der Link führt zum PDF-Denkmaldokument des Landesamtes für Denkmalpflege Sachsen. Bei ehemaligen Kulturdenkmalen können die Objektnummern unbekannt sein und deshalb fehlen bzw. die Links von aus der Datenbank entfernten Objektnummern ins Leere führen. Ein ggf. vorhandenes Icon  führt zu den Angaben des Kulturdenkmals bei Wikidata.

## Flöha, Stadt
| Bild                                    | Bezeichnung                                                                  | Lage             | Datierung | Beschreibung | ID       |
| --------------------------------------- | ---------------------------------------------------------------------------- | ---------------- | --- | --- | -------- |
| Weitere Bilder                          | Hetzdorfer Viadukt; Eisenbahnstrecke Dresden-Werdau                          | Falkenau (Karte) | 1866–1868 (Viadukt) | Ehemaliges Eisenbahnviadukt über die Flöha; zu den ersten größeren Eisenbahnviadukten Sachsens gehörig, von baugeschichtlicher und eisenbahngeschichtlicher Bedeutung, zudem von landschaftsgestaltendem Charakter | 09240738 |
| Direkt Bild zu diesem Denkmal hochladen | Kursächsische Postmeilensäulen (Sachgesamtheit)                              | Falkenau (Karte) | 1722 (Viertelmeilenstein) | Postmeilensäule; Viertelmeilenstein, verkehrsgeschichtlich von Bedeutung | 09240725 |
|                                         | Flöhabrücke Falkenau; Schulbrücke                                            | Falkenau (Karte) | 1895 (Straßenbrücke) | Straßenbrücke über die Flöha; dreibogig, baugeschichtlich und technikgeschichtlich von Bedeutung | 09240729 |
| Direkt Bild zu diesem Denkmal hochladen | Baumwollspinnerei Georg Liebermann (ehem.)                                   | Falkenau (Karte) | 1853 (Fabrikgebäude); 1899/1901 (Spinnereigeb. IIb) | Spinnereigebäude I, Spinnereigebäude IIa und Spinnereigebäude IIb einer ehemaligen Baumwollspinnerei; das Ortsbild prägender Fabrikkomplex von ortsgeschichtlichem Wert, Expansion des Unternehmens Ende 19. Jahrhundert durch den Berliner Fabrikanten Georg Liebermann (1844–1926), Bruder des berühmten Malers Max Liebermann | 09240727 |
| Weitere Bilder                          | Bahnhof Hetzdorf                                                             | Falkenau (Karte) | 1893 (Empfangsgebäude); Ende 19. Jahrhundert (Güterabfertigung); Ende 19. Jahrhundert (Nebengebäude)                                                                                      | Empfangsgebäude mit östlichem Anbau, Nebengebäude und Güterschuppen des Bahnhofs Hetzdorf; zeittypische Klinkerbauten, baugeschichtlich und eisenbahngeschichtlich von Bedeutung | 09240737 |
| Direkt Bild zu diesem Denkmal hochladen | Spinnerei J. C. Weißbach                                                     | Flöha (Karte)    | 1856 (Spinnerei) | Fabrikgebäude der ehemaligen Spinnerei J. C. Weißbach & Sohn; schlichter, funktional ausgerichteter Putzbau, industriegeschichtlich und ortsgeschichtlich von Bedeutung | 09240040 |
| Direkt Bild zu diesem Denkmal hochladen | Baumwollspinnerei E. I. Clauß Nachfolger (Sachgesamtheit); Heizwerk          | Flöha (Karte)    | 1900–1903 (Heizwerk) | Einzeldenkmal der Sachgesamtheit Baumwollspinnerei E. I. Clauß-Nachfolger: Heizwerk (siehe Sachgesamtheitsliste -Obj. 09240155, Zur Baumwolle); industriegeschichtlich und ortsgeschichtlich von Bedeutung | 09244758 |
| Direkt Bild zu diesem Denkmal hochladen | Baumwollspinnerei E. I. Clauß Nachfolger (Sachgesamtheit); Baumwollspinnerei | Flöha (Karte)    | 1809 (Spinnerei-Altbau); 1826 (Spinnerei-Altbau); 1863 (Spinnerei „Oederaner Bau“); 1863 (Selfaktorgebäude); 1887 (Selfaktorgebäude)                                                      | Einzeldenkmale der Sachgesamtheit Baumwollspinnerei E. I. Clauß Nachfolger: sog. Altbau (4 Gebäude, davon 1 Gebäude Selfaktorgebäude = südliche Gebäudegruppe), Ballenhaus (äußerstes nördliches Gebäude), Oederaner Bau (Gebäude im Fabrikhof), sog. Neubau mit Maschinenhaus (nördliches Gebäude -Claußstraße 2), Wasserbau (nordöstliches Gebäude -Claußstraße 3), Hauptverwaltungsbau mit Zwirnerei, Packerei und Versand (östliche Gebäudegruppe -Claußstraße 5, 7), mobiles Kulturgut (Archivalien) sowie Seeberbrücke (siehe Sachgesamtheitsliste -Obj. 09240155, Zur Baumwolle); historisch gewachsene Fabrikanlage von hoher stadtgeschichtlicher, baugeschichtlicher, industriegeschichtlicher und städtebaulicher Bedeutung | 09240135 |
|                                         | Alte Mühle                                                                   | Flöha (Karte)    | um 1830 (Mühle); um 1925/1930 (Turbinenhaus); um 1800 (südwestliches Gebäude); 2. Hälfte 19. Jahrhundert (Arbeiterwohnhaus); 2. Hälfte 19. Jahrhundert (Wohngebäude)                      | Ehemaliges Mühlenanwesen mit westlicher Gebäudegruppe, bestehend aus nördlichem Wohn- und Wirtschaftsgebäude und südlich anschließenden Arbeiterwohnhäusern (Nr. 11, 13), östliche Gebäudegruppe mit nördlichem Mühlengebäude, rückwärtig angrenzendem Turbinenhaus sowie südlichem ehemaligen Arbeiterwohnhaus (Nr. 15); von der Baumwollspinnerei Clauß aufgekaufte alte Mühle und zu Werkswohnungen umgenutzt, mehrfach überformte und ihrer Nutzung angepasste Gebäudegruppe mit baugeschichtlicher, ortsgeschichtlicher und technikgeschichtlicher Bedeutung | 09240169 |
|                                         | Stauklappenwehr und Wärterhaus                                               | Flöha (Karte)    | um 1880 (Wehr); um 1880 (Wärterhaus) | dreiteiliges Klappenwehr mit einem Bediensteg von einem Ufer zum anderen, technikgeschichtlich von Bedeutung, Seltenheitswert | 09240170 |
| Direkt Bild zu diesem Denkmal hochladen | Baumwollspinnerei Gückelsberg (Sachgesamtheit)                               | Flöha (Karte)    | 1829 (Fabrikgebäude); 1847 (Fabrikgebäude); 1925/26 (Fabrikgebäude); 1830 (Kontorhaus); 1847 (Kesselund Maschinenhaus)                                                                    | Einzeldenkmale der Sachgesamtheit Baumwollspinnerei Gückelsberg, ehemals Heymann: drei Spinnereigebäude, Kessel- und Maschinenhaus mit Schornstein, nördlich anschließender Verbindungsbau, Mühlgraben, Turbinenhaus, Kontorgebäude, Schlosserei, (Kutscher-)Wohnhaus, Wolllager, Scheune, Spritzenhaus, zwei Arbeiterwohnhäuser (Fabrikweg 1 und 2); Straßenpflaster, 2 Bergkeller sowie Villa mit Einfriedungsmauer entlang des Gartens und des Mühlgrabens (siehe Sachgesamtheitsliste -Obj. 09304751, gleiche Anschrift); baugeschichtlich, industriegeschichtlich und ortsgeschichtlich bedeutsame Anlage | 09240213 |
| Weitere Bilder                          | Baumwollspinnerei Gückelsberg (Sachgesamtheit)                               | Flöha (Karte)    | 1829 (Textilindustrie); 1847 (Textilindustrie); 1925/26 (Textilindustrie) | Sachgesamtheit Baumwollspinnerei Gückelsberg, ehemals Heymann mit folgenden Einzeldenkmalen: drei Spinnereigebäude, Kessel- und Maschinenhaus mit Schornstein, nördlich anschließender Verbindungsbau, Mühlgraben, Turbinenhaus, Kontorgebäude, Schlosserei, (Kutscher-)Wohnhaus, 2 Wolllager, Scheune, Spritzenhaus, zwei Arbeiterwohnhäuser (Fabrikweg 1 und 2); Straßenpflaster, 2 Bergkeller sowie Villa mit Einfriedungsmauer entlang des Gartens und des Mühlgrabens (siehe Sachgesamtheitsliste -Obj. 09304751, gleiche Anschrift); drei nebeneinander errichtete Spinnereigebäude der Pionierzeit in Ziegelbauweise (um 1830 und um 1847) sowie der 1920er Jahre in Stahlbetonbauweise mit erhaltenen Nebengebäuden und Fabrikantenvilla, baugeschichtlich bedeutend, bedeutende, weil seltene, weitestgehend authentisch erhaltene Baumwollspinnerei des Flöhatals mit Produktions- und Sozialbauten, durchgängige Produktion zwischen 1830 und 1990, industriegeschichtlich und ortsgeschichtlich bedeutend | 09304751 |
| Direkt Bild zu diesem Denkmal hochladen | Stauklappenwehr und Wärterhaus                                               | Flöha (Karte)    | um 1880 (Wehr); um 1880 (Wärterhaus) | dreiteiliges Klappenwehr mit einem Bediensteg von einem Ufer zum anderen, technikgeschichtlich von Bedeutung, Seltenheitswert | 09240170 |
| Direkt Bild zu diesem Denkmal hochladen | Baumwollspinnerei E. I. Clauß Nachfolger (Sachgesamtheit)                    | Flöha (Karte)    | 1809–1904 (Spinnerei); Ende 19. Jahrhundert, sog. Dreihaus (Arbeiterwohnhaus); um 1920, Haus Marie-Luise (Arbeiterwohnhaus); um 1930, drei Arbeiterwohnhäuser, Am Park (Arbeiterwohnhaus) | Sachgesamtheit Baumwollspinnerei E. I. Clauß Nachfolger mit folgenden Einzeldenkmalen: Fabrikantenvilla mit Terrassenanlage östlich der Villa (siehe Einzeldenkmalliste -Obj. 09240163, Am Park 4), Heizwerk (siehe Einzeldenkmalliste -Obj.09244758, Augustusburger Straße 65a), vier Arbeiterwohnhäuser (siehe Einzeldenkmalliste -Obj. 09240167, sog. Schweizerhäuser, Bergstraße 2, 2a, 4, 4a, 6, 8), Arbeiterwohnhaus (siehe Einzeldenkmalliste -Obj. 09240166, Bergstraße 10), Arbeiterwohnhausgruppe (siehe Einzeldenkmalliste -Obj. 09240174, sog. Friedensburg, Bergstraße 12), sog. Altbau (4 Gebäude, davon 1 Gebäude Selfaktorgebäude = südliche Gebäudegruppe), Ballenhaus (äußerstes nördliches Gebäude), Oederaner Bau (Gebäude im Fabrikhof), sog. Neubau mit Maschinenhaus (nördliches Gebäude -Claußstraße 2), Wasserbau (nordöstliches Gebäude -Claußstraße 3), Hauptverwaltungsbau mit Zwirnerei, Packerei und Versand (östliche Gebäudegruppe -Claußstraße 5, 7), mobiles Kulturgut (Archivalien) und Seeberbrücke (siehe Einzeldenkmalliste -Obj. 09240135), Arbeiterwohnhaus (siehe Einzeldenkmalliste -Obj. 09240168, Haus Eintracht, Zur Baumwolle 7, 9, 11, 13), Arbeiterwohnhaus (siehe Einzeldenkmalliste -Obj. 09305818, Haus Harmonie, Zur Baumwolle 8), ehemalige Badeanstalt und Kinderbewahranstalt (siehe Einzeldenkmalliste -Obj. 09240165, Zur Baumwolle 15), ehemaliges Ledigenwohnheim mit Kinderbewahranstalt und Kirchgemeindesaal mit Einfriedung (siehe Einzeldenkmalliste -Obj. 09240164, Zur Baumwolle 17), Pförtnerhaus (Zur Baumwolle 18), Gärtnerei (Zur Baumwolle 20) und Verwaltungsgebäude (ehemaliges Gartenhaus, Zur Baumwolle 26, siehe Ein- | 09240155 |
| Direkt Bild zu diesem Denkmal hochladen | Finkenmühle                                                                  | Flöha (Karte)    | vor 1890 (Mühlentechnik) | Zwei Wasserturbinen und Getriebe einer Mühle; technikgeschichtlich von Bedeutung | 09240722 |

## Frankenberg/Sa., Stadt
| Bild                                    | Bezeichnung | Lage                    | Datierung | Beschreibung | ID       |
| --------------------------------------- | --- | ----------------------- | --- | --- | -------- |
| Weitere Bilder                          | Viadukt Lützeltal; Eisenbahnstrecke Roßwein – Niederwiesa                                                                    | Frankenberg/Sa. (Karte) | 1867/1868 (Viadukt) | Eisenbahnviadukt über den Lützelbach; bemerkenswerter Ingenieurbau aus Quader- und Bruchsteinmauerwerk, in sehr gutem Zustand, baugeschichtlich und eisenbahngeschichtlicher von Bedeutung, zudem landschaftsbildprägend | 09244133 |
| Direkt Bild zu diesem Denkmal hochladen | Alte Rothfarbe; Paradiesbettenfabrik M. Steiner & Sohn A.G. (ehem.)                                                          | Frankenberg/Sa. (Karte) | bezeichnet 1818 (Färberei) | Ehemalige Färberei und Nebengebäude; architektonisch bedeutsamer, weitestgehend original erhaltener früher Gewerbebau mit hervorragenden Details aus der Entstehungszeit, baugeschichtlich, stadtgeschichtlich und technikgeschichtlich bedeutend sowie von großem Seltenheitswert | 09243951 |
| Direkt Bild zu diesem Denkmal hochladen | Mühle und Zufahrtsbrücke | Frankenberg/Sa. (Karte) | bezeichnet 1836 (Vorgängerbau); 1935 (Mühle) | historisch bedeutsames Gebäude, in den 1930er Jahren in prägnanter Form wiedererrichtet, landschaftsprägend durch charakteristische Dachform | 09244235 |
| Direkt Bild zu diesem Denkmal hochladen | Transformatorenhäuschen | Frankenberg/Sa. (Karte) | um 1910 (Transformatorenstation) | anspruchsvoll gegliederter Bau im Stil der Reformarchitektur um 1910, weitestgehend original erhalten, Zeugnis für Elektrifizierung des Ortes, technikgeschichtlich von Bedeutung | 09244164 |
| Direkt Bild zu diesem Denkmal hochladen | Paradiesbettenfabrik M. Steiner & Sohn (ehem.)                                                                               | Frankenberg/Sa. (Karte) | vermtl. 1893 (Westflügel); 1899 (Ostflügel); 1922 (Verbindungsbau zw. beiden Flügeln) | Fabrikund Verwaltungsgebäude der ehemaligen Paradiesbettenfabrik M. Steiner & Sohn A.G.; großes anspruchsvoll gegliedertes Gebäude auf winkelförmigem Grundriss in beherrschender städtebaulicher Lage am Eingang zum Stadtgebiet Frankenbergs, von stadt- und industriegeschichtlicher sowie städtebaulicher Bedeutung | 09244233 |
| Direkt Bild zu diesem Denkmal hochladen | Ehemaliges Wirtschaftsgebäude des Gaswerks, später Kino mit Ausstattung und Kinotechnik                                      | Frankenberg/Sa. (Karte) | 1869 (Wirtschaftsgebäude des Gaswerks); 1932 bis 1951 (Filmprojektoren u. a. Technische Ki) | Umbau eines Gaswerksgebäudes zum Kino durch den Betreiber des 1. Frankenberger Kinos „Welt-Theater“ (ehemals in der Frankenberger Straße 55), einziges Frankenberger Kino, welches sich nach Übernahme durch einen Verein nach wie vor größter Beliebtheit bei den Frankenberger Bürgern erfreut, woraus sich auch dessen große stadtgeschichtliche sowie kulturgeschichtliche und technikgeschichtliche Bedeutung ergibt | 09305256 |
| Direkt Bild zu diesem Denkmal hochladen | Fabrik Emil Hempel | Frankenberg/Sa. (Karte) | 1930er-Jahre (Fabrikantenwohnhaus); um 1900 (Fabrik Emil Hempel) | Fabrikantenwohnhaus, Fabrikgebäude und Einfriedung; schlichtes, traditionalistisches Wohnhaus von bemerkenswerter gestalterischer Prägnanz, Fabrikgebäude bemerkenswerter Klinkerbau mit Schmuckgiebel, baugeschichtlich, ortsgeschichtlich und technikgeschichtlich von Bedeutung | 09244220 |
| Direkt Bild zu diesem Denkmal hochladen | Zigarrenfabrik der GEG Frankenberg                                                                                           | Frankenberg/Sa. (Karte) | vor 1914 (Fabrikgebäude) | Fabrikgebäude in halboffener Bebauung; ehemals Zigarrenfabrik der Tabakarbeiter-Genossenschaft m.b.H., später Kaserne, architektonisch bemerkenswerter, repräsentativ gegliederter Gewerbebau in gutem Erhaltungszustand, Architekten: Zapp & Basarke in Chemnitz, baugeschichtlich, ortsgeschichtlich und technikgeschichtlich von Bedeutung | 09244219 |
| Weitere Bilder                          | Kursächsische Postmeilensäulen (Sachgesamtheit)                                                                              | Frankenberg/Sa. (Karte) | bezeichnet 1725, Kopie (Postdistanzsäule) | Postmeilensäule; Kopie einer Distanzsäule, verkehrsgeschichtlich von Bedeutung | 09244070 |
| Direkt Bild zu diesem Denkmal hochladen | Buchdruckerei C. G. Roßberg                                                                                                  | Frankenberg/Sa. (Karte) | um 1790 (Wohnhaus); um 1740 (Holzpresse); um 1830 (Kniehebelpresse); um 1860 bis 1990 (Druckpressen, Druckautomaten, Se); 1920 (Anbau)                                                                                    | Ehemaliges Produktionsgebäude der Buchdruckerei C. G. Roßberg mit Laden, ursprünglich Wohnhaus und rückwärtigen Anbauten in geschlossener Bebauung sowie technischmaschinelle Ausstattung und Jubiläumsfahne; von städtebaulicher Bedeutung im Marktbereich sowie von ortsgeschichtlicher und technikgeschichtlicher Bedeutung als Buchdruckerei | 09243906 |
| Direkt Bild zu diesem Denkmal hochladen | Wasserkraftwerk, bestehend aus mehreren miteinander verbundenen Baukörpern, sowie Betriebsgraben                             | Frankenberg/Sa. (Karte) | Ende 19. Jahrhundert (Wasserkraftwerk) | lang gestreckter Baukörper mit einer vielfältigen qualitätvollen Gliederung aus roten Ziegeln (Lisenen, Friese, Fenstergewände) und Putz (Ende 19. Jahrhundert), zwei weitere Bauteile von schlichter, aber wohlproportionierter Gestalt (um 1910), baugeschichtlich und technikgeschichtlich von Bedeutung | 09244171 |
| Direkt Bild zu diesem Denkmal hochladen | Verwaltungsgebäude einer Roßhaarweberei in halboffener Bebauung                                                              | Frankenberg/Sa. (Karte) | Ende 19. Jahrhundert (Verwaltungsgebäude) | repräsentativer Putzbau, architektonisch anspruchsvolle Fassadengliederung mit qualitätvoller Ornamentik, baugeschichtlich von Bedeutung | 09243891 |
| Direkt Bild zu diesem Denkmal hochladen | Kattun-Druckfabrik Uhlemann & Lantzsch (ehem.)                                                                               | Frankenberg/Sa. (Karte) | 2. Viertel 19. Jahrhundert (Fabrikgebäude); 1883 (Pantograf) | Kattundruckerei und technische Ausstattung (Pantograf); eingebunden in einen Gewerbekomplex, lang gestreckter, mächtiger Baukörper mit repräsentativ gestaltetem Porphyrportal, baugeschichtlich und technikgeschichtlich von Bedeutung | 09244170 |
| Direkt Bild zu diesem Denkmal hochladen | Wohnhaus in geschlossener Bebauung, Nebengebäude und Rückgebäude                                                             | Frankenberg/Sa. (Karte) | Tür zum Hof bezeichnet 1733 (Wohnhaus); um 1925 (gewerblicher Anbau) | von städtebaulichem und architekturhistorischem Wert aufgrund der im Kern erhaltenen ursprünglichen Hofstruktur, zahlreiche wertvolle Innendetails, einfühlsam angefügter Gewerbebau | 09243850 |
| Direkt Bild zu diesem Denkmal hochladen | Ackerbürgerhaus in geschlossener Bebauung mit vierseitiger Hofumbauung                                                       | Frankenberg/Sa. (Karte) | bezeichnet 1787 (Vordergebäude) | von herausragender architekturhistorischer und städtebaulicher Bedeutung als vollständig erhaltenes, für Frankenberg typisches barockes Ackerbürgerhaus, historische Bedeutung als ehemalige Kattundruckerei | 09243855 |
| Direkt Bild zu diesem Denkmal hochladen | Kattundruckerei (ehem.) | Frankenberg/Sa. (Karte) | bezeichnet 1809 (Wohnhaus) | Wohnhaus in geschlossener Bebauung mit Hofbebauung und Hinterhaus, ursprüngliche terrassierte Gartenanlage in Resten vorhanden (Gartendenkmal); von besonderem architekturhistorischem und städtebaulichem Wert aufgrund der intakten Beziehung zwischen Vorderhaus, Rückgebäude und Garten, zahlreiche wertvolle Baudetails, historische Bedeutung als ehemalige Kattundruckerei | 09243856 |
| Direkt Bild zu diesem Denkmal hochladen | Seidenwarenfabrik Behr & Schubert (ehem.)                                                                                    | Frankenberg/Sa. (Karte) | 1836 (Fabrikgebäude) | Produktionsgebäude einer ehemaligen Seidenwarenfabrik, mit Bruchsteinmauer; als eine der ersten Seidenwebereien Sachsens und älteste Weberei Frankenbergs von herausragender industrie- und stadtgeschichtlicher Bedeutung, zählt zudem zu den frühesten Fabrikbauten Frankenbergs, beeindruckend aufgrund seiner Größe | 09243933 |
| Direkt Bild zu diesem Denkmal hochladen | Straßenbrücke über die Kleine Striegis                                                                                       | Langenstriegis (Karte)  | um 1800 (Straßenbrücke) | einjochige Steinbogenbrücke (nachträgliche Erweiterung ohne Denkmalwert) von bauhistorischer Bedeutung | 09247851 |
| Direkt Bild zu diesem Denkmal hochladen | Niedermühle Langenstriegis                                                                                                   | Langenstriegis (Karte)  | 2. Hälfte 19. Jahrhundert (Mühle) | Mühle mit Wohnhaus, Seitengebäude, Scheune und Mühlentechnik; von besonderem Wert als geschlossen erhaltene historische Mühlenanlage, baugeschichtlich, ortsgeschichtlich und technikgeschichtlich von Bedeutung | 09244298 |
| Direkt Bild zu diesem Denkmal hochladen | Transformatorenstation | Mühlbach (Karte)        | um 1915 (Transformatorenstation) | Zeugnis für Elektrifizierung des Ortes, technikgeschichtlich von Bedeutung | 09240715 |
| Direkt Bild zu diesem Denkmal hochladen | Steinbogenbrücke über den Lützelbach                                                                                         | Sachsenburg (Karte)     | 1816 (Fußgängerbrücke) | bedeutsam als älteste erhaltene Steinbrücke Frankenbergs, weitgehend original, baugeschichtlich und technikgeschichtlichvon Bedeutung | 09244602 |
|                                         | Sachgesamtheit Königlich-Sächsische Triangulierung („Europäische Gradmessung im Königreich Sachsen“); Station 94 Sachsenburg | Sachsenburg (Karte)     | bezeichnet 1869 (Triangulationssäule) | Triangulationssäule; Station 2. Ordnung, bedeutendes Zeugnis der Geodäsie des 19. Jahrhunderts, vermessungsgeschichtlich von Bedeutung | 09302585 |
| Weitere Bilder                          | Tiefer Sachsen Stolln; Sachsenquelle                                                                                         | Sachsenburg (Karte)     | 1701–1821 (Bergbauanlagenteil); um 1910 (Apparatehaus, Rohwasserbehälter) | Stolln mit Mundloch, zugehörigen Stützmauern, Apparatehaus, Rohwasserbehälter (mit Schriftzug »Sachsenquell«) sowie zuführende Treppenanlage und Einfriedung; ursprünglich für den lokalen Bergbau des 18. Jahrhunderts wichtige Anlage zur Grubenwasserlösung, aufgrund der späteren Umnutzung und baulichen Erweiterung zur Wasserversorgungsanlage nicht nur bergbaugeschichtlich, sondern auch ortsgeschichtlich von Bedeutung | 09244405 |
| Weitere Bilder                          | Spinnerei Sachsenburg (Sachgesamtheit); Schloßmühle (ehem.)                                                                  | Sachsenburg (Karte)     | 14. bis 20. Jahrhundert, Mühlenstandort (Mühle); bezeichnet 1779 (Wohnhaus) | Einzeldenkmale der Sachgesamtheit Spinnerei Sachsenburg: Wohnhaus, Torbogen, Mauerwerksreste und Hofpflaster eines ehem. Mühlenanwesens (siehe auch Sachgesamtheitsliste -Obj. 09305857, An der Zschopau); Ensemble aus ehemals drei Wohngebäuden, die einen Hof umstellten, Lförmig gruppierte Mühlengebäude parallel zum Mühlgraben bis auf wenige Mauerwerksreste abgebrochen, baugeschichtlich sowie als Dokumente der produktionsgeschichtlichen Keimzelle des späteren Industriestandorts zudem ortsgeschichtlich und produktionsgeschichtlich von Bedeutung | 09244268 |
| Direkt Bild zu diesem Denkmal hochladen | Spinnerei Sachsenburg (Sachgesamtheit); C. G. Reichelt; KZ Sachsenburg; Bruno Tautenhahn; VEB Zwirnerei Sachsenburg          | Sachsenburg (Karte)     | 1835–1837, Spinnmühle (Spinnerei); 1847, Mahlmühle (Spinnerei); 1927–1928, Anbau Schaltund Trafostation (Spinnerei); 1967, Anbau Gasiererei (Spinnerei); 2. Hälfte 19. Jahrhundert (Schornstein)                          | Einzeldenkmale der Sachgesamtheit Spinnerei Sachsenburg: Produktionsgebäude, Schornstein, Wehranlage, Betriebsgraben und Freifluter mit Uferstützmauern und Steindeckwerk, Ballenbrechergebäude, zwei Wohnhäuser, eines davon mit Arrestzellen des ehem. Konzentrationslagers im Erdgeschoss sowie museal präsentierter Wäschemangel, zwei Mietshäuser, Villa, Pförtnerhaus, Torpfeiler (siehe auch Sachgesamtheitsliste -Obj. 09305857, An der Zschopau); landschaftsbildprägendes Ensemble aus umfangreich erhaltenen baulichen und technischen Anlagen aus dem 19. und 20. Jahrhundert, dokumentieren verschiedene Nutzungsperioden in der Geschichte des Industriestandorts, darunter den Betrieb als eine der größten Spinnereien des Chemnitzer Raumes, von ortsgeschichtlicher und überregionaler industriegeschichtlicher Bedeutung, aufgrund der beiden im Kern noch erhaltenen und ablesbaren Ursprungsbauten des Produktionsgebäudes (Spinnmühle in zeittypischer Form sowie Getreidemühle in Form einer „amerikanischen Mühle“) auch von baugeschichtlicher Bedeutung, darüber hinaus wurde der Komplex zwischen 1933 und 1937 als Schutzhaftlager/Konzentrationslager Sachsenburg genutzt, damit kommt dem erhaltenen Ensemble als Zeugnis eines der frühen Konzentrationslager während der nationalsozialistischen Diktatur zudem eine herausragende allgemeingeschichtliche Bedeutung zu                                                                                  | 09244603 |
| Weitere Bilder                          | Spinnerei Sachsenburg (Sachgesamtheit)                                                                                       | Sachsenburg (Karte)     | 18. bis 20. Jahrhundert, erhaltene Zeugnisse des Produktio (Textilindustrie); 2. H. 19. Jahrhundert, herrschaftl. Wohnhaus (Wohnhaus); um 1900 (Schmiede); 2. Hälfte 20. Jahrhundert (Kassenhaus); 1936 (Kraftwagenhalle) | Sachgesamtheit Spinnerei Sachsenburg mit zugehörigen Produktions- und Funktionsgebäuden, sozialen Einrichtungen, wasserbaulichen Anlagen sowie einer Mahn- und Gedenkstätte, davon im Teilabschnitt Frankenberg, OT Sachsenburg folgende Einzeldenkmale: ehem. Schloßmühle mit Wohnhaus, Torbogen, Mauerwerksresten und Hofpflaster (siehe Einzeldenkmalliste -Obj. 09244268, An der Zschopau 2), ehem. Spinnerei Sachsenburg mit Produktionsgebäude, Schornstein, Wehranlage, Betriebsgraben und Freifluter mit Uferstützmauern und Steindeckwerk, Ballenbrechergebäude, zwei Wohnhäuser, eines davon mit Arrestzellen des ehemaligen. Konzentrationslagers im Erdgeschoss sowie museal präsentierter Wäschemangel, zwei Mietshäuser, Villa, Pförtnerhaus, Torpfeiler (siehe Einzeldenkmalliste -Obj. 09244603, An der Zschopau 2), ehem. Gefolgschaftsbad mit Schwimmbecken, Badehaus, Abortanlage und Pumpenhaus (siehe Einzeldenkmalliste -Obj. 09305858, An der Zschopau 12), Mahnund Gedenkstätte (siehe Einzeldenkmalliste -Obj. 09244269, An der Zschopau -) und den Sachgesamtheitsteilen Freigelände zwischen Betriebsgraben und Zschopau mit Hochwasserschutzdämmen sowie Schießstrecke einschließlich Kugelfang am rechten Betriebsgrabenufer, Wohnhaus, ehem. Schmiede, Kraftwagenhalle, Werksbrücke, Rechenbrücke, Fußgängerbrücke und Kassenhäuschen des ehem. Gefolgschaftsbades, davon im Teilabschnitt Lichtenau, OT Biensdorf folgendes Einzeldenkmal: Wehranlage mit | 09305857 |
| Direkt Bild zu diesem Denkmal hochladen | Reicher Segen Gottes Stolln                                                                                                  | Sachsenburg (Karte)     | im Kern 18. Jahrhundert (Huthaus); 16.–18. Jahrhundert (Halde) | Huthaus auf Halde sowie benachbarte Halde; landschaftsbildprägendes Ensemble, im Zusammenhang mit dem Bergbau bei Sachsenburg im 18. Jahrhundert von bergbaugeschichtlicher und ortsgeschichtlicher Bedeutung | 09244406 |

## Frauenstein, Stadt
| Bild                                    | Bezeichnung | Lage                    | Datierung                                                                                              | Beschreibung | ID       |
| --------------------------------------- | --- | ----------------------- | --- | --- | -------- |
| Weitere Bilder                          | Bahnhof Burkersdorf | Burkersdorf (Karte)     | nach 1880 (Wartehalle)                                                                                 | Haltepunkt Burkersdorf; kleines verbrettertes Wartehäuschen, ursprünglich mit Fahrkartenverkauf, verkehrsgeschichtliche und ortsgeschichtliche Bedeutung                                                          | 09206547 |
| Direkt Bild zu diesem Denkmal hochladen | Kröhnertmühle; Niedere Mühle                                                                                                 | Burkersdorf (Karte)     | 18. Jahrhundert (Mühle); um 1920 (Mühlentechnik)                                                       | Mühlengebäude mit technischer Ausstattung, Seitengebäude und Scheunen eines Mühlenanwesens; Gebäudekomplex von baugeschichtlicher, ortsgeschichtlicher und technikgeschichtlicher Bedeutung                       | 09206592 |
| Weitere Bilder                          | Sachgesamtheit Königlich-Sächsische Triangulierung („Europäische Gradmessung im Königreich Sachsen“); Station 79 Frauenstein | Frauenstein (Karte)     | bezeichnet 1865 (Triangulationssäule)                                                                  | Triangulationssäule; Station 2. Ordnung, bedeutendes Zeugnis der Geodäsie des 19. Jahrhunderts, vermessungsgeschichtlich von Bedeutung                                                                            | 09206620 |
| Weitere Bilder                          | Empfangsgebäude und Nebengebäude des ehemaligen Frauensteiner Bahnhofs                                                       | Frauenstein (Karte)     | 1898 (Empfangsgebäude)                                                                                 | verkehrstechnisches Denkmal der ehemaligen Strecke Klingenberg-Frauenstein, eisenbahngeschichtlich von Bedeutung                                                                                                  | 09206617 |
| Direkt Bild zu diesem Denkmal hochladen | Überdachter Brunnen mit Handschwengelpumpe                                                                                   | Frauenstein (Karte)     | 19. Jahrhundert (Brunnenhaus)                                                                          | seltenes Zeugnis der örtlichen Wasserversorgung, ortsgeschichtlich und technikgeschichtlich von Bedeutung | 09206623 |
| Weitere Bilder                          | Alte Silberwäsche | Frauenstein (Karte)     | 16. Jahrhundert, evtl. älter (Pochwerk)                                                                | Grundmauern von Pochwerk und Erzwäsche mitsamt zentraler Radstube; Reste einer frühen Erzaufbereitungsanlage des Frauensteiner Silbererzbergbaus, von bergbaugeschichtlicher und technikgeschichtlicher Bedeutung | 09206627 |
| Weitere Bilder                          | Kursächsische Postmeilensäulen (Sachgesamtheit)                                                                              | Frauenstein (Karte)     | 1725 (Postdistanzsäule)                                                                                | Postmeilensäule; Kopie einer Distanzsäule, verkehrsgeschichtlich von Bedeutung | 09206536 |
| Weitere Bilder                          | Wegestein | Frauenstein (Karte)     | 19. Jahrhundert (Wegestein)                                                                            | gut erhalten, verkehrshistorische Bedeutung | 09206621 |
| Weitere Bilder                          | Funkturm | Frauenstein (Karte)     | nach 1930 (Sendeanlage)                                                                                | schlichter, äußerlich unverändert erhaltener Turm, technikgeschichtlich und landschaftsgestaltend von Bedeutung                                                                                                   | 09206618 |
| Weitere Bilder                          | Königlich-Sächsische Meilensteine (Sachgesamtheit)                                                                           | Frauenstein (Karte)     | nach 1858 (Stationsstein)                                                                              | Meilenstein; verkehrsgeschichtliches Zeugnis | 09206630 |
| Direkt Bild zu diesem Denkmal hochladen | Mühlenanwesen bestehend aus Mühlenwohnhaus, altem Wohnhaus und Scheune                                                       | Kleinbobritzsch (Karte) | bezeichnet 1922 (neues Wohnmühlengebäude oder Müllerwoh); vor 1800 (altes Wohnhaus); um 1905 (Scheune) | gut erhaltener Komplex in der Ortsmitte von ortsgeschichtlicher, baugeschichtlicher und technikgeschichtlicher Bedeutung                                                                                          | 09206635 |
| Direkt Bild zu diesem Denkmal hochladen | Glasermühle (ehem.) | Kleinbobritzsch (Karte) | am Schlussstein des Türportals bezeichnet 1780 (Mühle); Ende 18. Jahrhundert (Scheune)                 | Wohnstallhaus und Scheune eines ehemaligen Mühlenanwesens; baugeschichtlich und ortsgeschichtlich von Bedeutung                                                                                                   | 09206537 |
| Weitere Bilder                          | Wegestein | Nassau (Karte)          | 19. Jahrhundert (Wegestein)                                                                            | verkehrsgeschichtlich von Bedeutung | 09206593 |
| Direkt Bild zu diesem Denkmal hochladen | Wohnhaus und Schmiede über hakenförmigen Grundriss                                                                           | Nassau (Karte)          | 1800 (Wohnhaus)                                                                                        | baulich leicht verändert, Zeugnis des Dorfhandwerks, baugeschichtlich und technikgeschichtlich von Bedeutung; von der Denkmalliste gestrichen                                                                     | 09206574 |
| Direkt Bild zu diesem Denkmal hochladen | Möbelfabrik Richter | Nassau (Karte)          | nach 1800 (Wohnhaus); bezeichnet 1905 (Werkstatt)                                                      | Wohnhaus und Werkstattgebäude einer ehemaligen Möbelfabrik; markanter, das Ortsbild prägender Gebäudekomplex in Fachwerkbauweise, baugeschichtlich und ortsgeschichtlich von Bedeutung                            | 09206602 |

## Freiberg, Stadt, Universitätsstadt
| Bild                                    | Bezeichnung | Lage                     | Datierung | Beschreibung | ID       |
| --------------------------------------- | --- | ------------------------ | --- | --- | -------- |
| Direkt Bild zu diesem Denkmal hochladen | Beschert Glück Kunstgraben; Beschert Glück Stolln (Fundgrube)                                                                                     | (Karte)                  | seit 1697 (Bergbauanlagenteil) | Bergbauliche Grubenanlage bestehend aus Mundloch der Aufschlagrösche, Resten der Erzverladeanlage, untertägiger Erzrolle (Transportgang), Halde einschl. Aufmauerung sowie Kunstgraben, Halde des Richtschachtes (1785–1787) und Halden der sog. Hungerschächte auf dem Beschert Glück Stehenden; siehe auch Röschenschacht mit Huthaus, Scheidebank (siehe Am Beschert Glück 29 und 29b), Bergschmiede (siehe Brander Straße 160), von singulärer bergbaugeschichtlicher und ortsgeschichtlicher Bedeutung, verschiedene Gebäude künstlerisch wertvoll, zudem von hohem landschaftsgestalterischen Wert | 09201116 |
| Direkt Bild zu diesem Denkmal hochladen | Junger Turmhof Stolln (Fundgrube) | (Karte)                  | 17./18. Jahrhundert (Halde) | Gangzug mit drei Halden; darunter eine kleinere Sand- bzw. Waschhalde an der Hauptstraße, ortsgeschichtlich sowie landschaftsgestalterisch bedeutend | 09201114 |
| Weitere Bilder                          | Konstantin-Teich; Hohe Birke Kunstgraben; Revierwasserlaufanstalt (Sachgesamtheit)                                                                | (Karte)                  | um 1580 (Teich); 1589/1590 (Kunstgraben) | Einzeldenkmale der Sachgesamtheit Revierwasserlaufanstalt: Kunstteich einschließlich Teichdamm und Teichschütz mitsamt Schütz sowie Hohe Birke Kunstgraben einschließlich aller Gewölbebrücken und dem Teilstück eines Abzweigs (siehe Sachgesamtheitsliste-Obj. 09306330); künstlich angelegte ober und untertägige Wasserleitung zwischen dem Rothbächer Teich auf Brand-Erbisdorfer Flur und dem Freiberger Ortsteil Zug, diente als Teil der Revierwasserlaufanstalt, einem umfangreichen System der bergmännischen Wasserwirtschaft, zur Bereitstellung von Aufschlagwasser für nahegelegene Gruben und Wäschen des Brander, Zuger und Freiberger Reviers, landschaftsund ortsbildprägendes Zeugnis der bergmännischen Wasserversorgung von besonderer bergbaugeschichtlicher und ortsgeschichtlicher Bedeutung | 09201107 |
| Direkt Bild zu diesem Denkmal hochladen | Tzscherper Fundgrube; Tzscherper 3. bis 5. Maß | (Karte)                  | 17./18. Jahrhundert (Halde) | Haldenzug von drei Halden; gelegen an Am Konstantin und Hauptstraße, bergbaugeschichtlich bedeutend und landschaftsgestaltend | 09201486 |
| Weitere Bilder                          | Konstantin-Teich; Hohe Birke Kunstgraben; Revierwasserlaufanstalt (Sachgesamtheit)                                                                | (Karte)                  | um 1580 (Teich); 1589/1590 (Kunstgraben) | Einzeldenkmale der Sachgesamtheit Revierwasserlaufanstalt: Kunstteich einschließlich Teichdamm und Teichschütz mitsamt Schütz sowie Hohe Birke Kunstgraben einschließlich aller Gewölbebrücken und dem Teilstück eines Abzweigs (siehe Sachgesamtheitsliste-Obj. 09306330); künstlich angelegte ober- und untertägige Wasserleitung zwischen dem Rothbächer Teich auf Brand-Erbisdorfer Flur und dem Freiberger Ortsteil Zug, diente als Teil der Revierwasserlaufanstalt, einem umfangreichen System der bergmännischen Wasserwirtschaft, zur Bereitstellung von Aufschlagwasser für nahegelegene Gruben und Wäschen des Brander, Zuger und Freiberger Reviers, landschaftsund ortsbildprägendes Zeugnis der bergmännischen Wasserversorgung von besonderer bergbaugeschichtlicher und ortsgeschichtlicher Bedeutung | 09201107 |
| Direkt Bild zu diesem Denkmal hochladen | Halde | Freiberg (Karte)         | 16.–18. Jahrhundert (Halde) | bergbaugeschichtliches Zeugnis, regionalgeschichtliche Bedeutung | 08991543 |
| Weitere Bilder                          | Viadukt Muldenhütten | Freiberg (Karte)         | 1860/1861 (Viadukt) | Eisenbahnviadukt der Strecke Dresden Hbf – Abzw Werdau Bogendreieck über die Freiberger Mulde; achtbogige Eisenbahnbrücke über die Mulde mit Gestaltungselementen (siehe auch Gemeinde Bobritzsch-Hilbersdorf nordöstlicher Teil der Brücke Gemarkung Hilbersdorf, Obj. 08991545), landschaftsbildprägendes Ingenieurbauwerk, Zeugnis der Eisenbahngeschichte (Streckenerschließung), zudem baugeschichtlich von Bedeutung | 09304644 |
| Direkt Bild zu diesem Denkmal hochladen | Vermessungsstein | Freiberg (Karte)         | 1. Hälfte 20. Jahrhundert (Lochstein) | Teil des Netzes 3. Ordnung, das in den 1980er Jahren aufgegeben worden ist, wohl letzter oder einer der letzten Steine der genannten Ordnung, vermessungsgeschichtlich von Bedeutung, Seltenheitswert | 09303197 |
|                                         | Metallwarenfabrik Alekto F. Arno Bauer (ehem.) | Freiberg (Karte)         | 1919–1920 (Fabrikgebäude) | Fabrikgebäude; repräsentativer Bau mit dominierendem Eckturm, Fassadengliederung durch Kolossalpilaster, stilisierter Schmuck, besonderer Akzent mittels weithin sichtbarem Aufbau einschl. Galerie, Säulen, Urnen, barock anmutender Haube und Atlant, baugeschichtlich, künstlerisch (unverwechselbar und nicht alltäglich gestaltete Fabrik), industriegeschichtlich und ortsgeschichtlich bedeutend | 09200079 |
| Weitere Bilder                          | Bahnhof Freiberg (Sachs) | Freiberg (Karte)         | 1862 (Empfangsgebäude) | Empfangsgebäude, Bahnsteigüberdachungen und Geländer sowie Nebengebäude; im Stil der englischen Neogotik errichteter und für kleinstädtische Verhältnisse sehr repräsentativer Bahnhofsbau, baugeschichtlich, stadtentwicklungsgeschichtlich und verkehrsgeschichtlich bedeutsam. | 09200076 |
| Direkt Bild zu diesem Denkmal hochladen | Turmhof-Schacht; Untere 6. und 7. Maß | Freiberg (Karte)         | 16./17. Jahrhundert (Halde) | Halde; bergbaugeschichtlich von Bedeutung | 09200242 |
| Direkt Bild zu diesem Denkmal hochladen | Gerberhaus | Freiberg (Karte)         | 18. Jahrhundert (Gerberei) | heute zwei Gebäude, charakteristischer Bau mit vorkragendem Obergeschoss und Steildach, baugeschichtlich, sozialgeschichtlich und stadtentwicklungsgeschichtlich bedeutend | 09200710 |
| Direkt Bild zu diesem Denkmal hochladen | Junger Löwe Schacht | Freiberg (Karte)         | 17. Jahrhundert (Halde) | Halde; bildet mit mehreren Halden, wie Niclas, Roter Löwe usw. südlich der Bahnanlagen ein interessantes und noch anschauliches bergbauliches Areal, bergbaugeschichtlich und ortsgeschichtlich bedeutend | 08992414 |
|                                         | St.-Peter-Schacht | Freiberg (Karte)         | ab 16. Jahrhundert (Halde) | Halde; bergbaugeschichtlich und ortsgeschichtlich bedeutend | 09200157 |
|                                         | Zwei Eisenbahnbrücken | Freiberg (Karte)         | 1896–1899 (Eisenbahnbrücke) | architektonisch und bautechnisch bemerkenswerte Unterführung aus zwei Eisenbahnbrücken, torartig gestalteten Eingangsbereichen (vor allem auf der südlichen Seite) und Gleiszubringer, bzw. Ladestraße, baugeschichtlich und verkehrsgeschichtlich bedeutend, zudem von Belang für das Ortsbild | 09200781 |
| Direkt Bild zu diesem Denkmal hochladen | Hohe Birke Stehender (Sachgesamtheit) | Freiberg (Karte)         | 16. bis 18. Jahrhundert (Halde) | Einzeldenkmal der Sachgesamtheit Hohe Birke Stehender: Haldenzug auf dem Erzgang Hohe Birke Stehender mit mehreren Halden (4 davon auf Freiberger Flur); siehe auch Ortsteil Zug, Hauptstraße, bergbaugeschichtlich von Bedeutung | 08992417 |
|                                         | Thiele und Steiner-Leonische Feindrähte | Freiberg (Karte)         | 1886 und später (Verwaltungsgebäude) | Fabrikanlage mit westlichem Verwaltungsgebäude, Fabrikhalle mit Sheddach, östlichem Fabrikgebäude mit Schornstein und nordöstlichem Fabrikgebäude; das repräsentative Verwaltungsgebäude in den Formen der Deutschen Neorenaissance errichtet, Anlage baugeschichtlich sowie industrie- und ortsgeschichtlich bedeutend | 09200784 |
|                                         | Spritfabrik Gustav Stolzner (ehem.) | Freiberg (Karte)         | um 1910 (Fabrikgebäude) | Fabrikgebäude einer ehem. Spritfabrik; zeittypischer kleiner Industriebau mit ortsbildprägendem Turm, baugeschichtlich und ortsgeschichtlich von Bedeutung | 09200791 |
|                                         | Seilerhaus | Freiberg (Karte)         | bezeichnet 1796 (Seilerei) | Seilerei und Scheune sowie angrenzende Halde; hier wurden die Hanfseile für den Freiberger Bergbau hergestellt, Obergeschoss Fachwerk verbrettert, Segmentbogenportal und Steildach, die Scheune wohl später, baugeschichtlich, bergbaugeschichtlich und ortsgeschichtlich bedeutend | 09200792 |
|                                         | Brücke über die Eisenbahnlinie Nossen-Freiberg | Freiberg (Karte)         | 2. Hälfte 19. Jahrhundert (Straßenbrücke) | markante Dreibogenbrücke aus Sandstein, eisenbahngeschichtlich und technikgeschichtlich von Bedeutung | 09205828 |
| Weitere Bilder                          | Wasserturm | Freiberg (Karte)         | 1907 (Wasserturm) | Wasserturm; gestalterisch markanter Turm mit Anklängen an den Reformstil der Zeit um 1907, verbretterter Hochbehälter, darüber Haube auf quadratischem Unterbau, baugeschichtlich und künstlerisch sowie technikgeschichtlich bedeutend | 09200826 |
|                                         | Kondensatorenwerk | Freiberg (Karte)         | vor 1930 (Fabrik) | Fabrikgebäude; markanter Eckbau mit expressionistischer Fassadengestaltung, baugeschichtlich und technikgeschichtlich von Bedeutung | 09200172 |
| Direkt Bild zu diesem Denkmal hochladen | Grube Krieg und Frieden; Turmhofschacht; Untere 12. und 13. Maß                                                                                   | Freiberg (Karte)         | ab 16. Jahrhundert (Halde) | Halde; siehe auch Turmhofstraße 2, bergbaugeschichtlich von Bedeutung | 09200236 |
|                                         | Färberei Jahn (ehem.) | Freiberg (Karte)         | um 1815 (Färberei) | Fabrikgebäude einer ehem. Färberei; markanter, lang gestreckter Bau mit zwei großen Toreinfahrten und hohem Krüppelwalmdach einschl. durchgehender traufseitiger Schleppluke, die abgerundeten Dachecken geben dem Baukörper ein unverwechselbares Erscheinungsbild, baugeschichtlich, industriegeschichtlich, ortsgeschichtlich und stadtentwicklungsgeschichtlich bedeutsam, zudem gestalterisch singulär (einzigartige Dachgestaltung) | 09200485 |
| Weitere Bilder                          | Sachgesamtheit Königlich-Sächsische Triangulierung („Europäische Gradmessung im Königreich Sachsen“); Station 36 Freiberg                         | Freiberg (Karte)         | 1863 (Triangulationssäule) | Triangulationssäule; Station 1. Ordnung, bedeutendes Zeugnis der Geodäsie des 19. Jahrhunderts, vermessungsgeschichtlich von Bedeutung | 09304514 |
|                                         | Porzellanfabrik Hermsdorf-Kahla; Porzelline (ehem.)                                                                                               | Freiberg (Karte)         | 1905–1906 (Porzellanfabrik) | Fabrikkomplex über L-förmigem Grundriss mit hofseitigem Anbau für Tunnelofen; Anlage mit interessanter Backsteinarchitektur, charakteristisch für Industriebauten um 1900, zum Knappenweg markanter Eckturm, dazu gehörig ein Verwaltungsgebäude (siehe Nr. 43), die Villa für den Direktor (siehe Nr. 45) und zwei Wohngebäude für leitende Angestellte (siehe Nr. 47 und 49), Komplex bau- und industriegeschichtlich sowie städtebaulich bedeutend | 09200164 |
|                                         | Schlachthof Freiberg (ehem.) | Freiberg (Karte)         | bezeichnet 1893–1894 (Verwaltungsgebäude) | Zwei Verwaltungsgebäude des ehemaligen Schlachthofs; repräsentativ mit markanter Klinkerfassade, Bauten eines ursprünglich umfangreicheren Areals, als Teil des historischen Schlachthofes der Stadt, ortsgeschichtlich und stadtentwicklungsgeschichtlich bedeutend, darüber hinaus von baugeschichtlichem Wert (Zeugniswert für Architektur städtischer Versorgungsbauten um 1900) | 09200810 |
|                                         | Zwei Eisenbahnbrücken, Ladestraße mit Stützmauern und zwei weitere Stützmauern südlich der beiden Brücken bis zur Brander Straße                  | Freiberg (Karte)         | um 1900 (Eisenbahnbrücke) | architektonisch und bautechnisch bemerkenswerte Anlage bzw. Unterführung, torartig gestaltete Eingangsbereiche vor allem auf der südlichen Seite, baugeschichtlich und verkehrsgeschichtlich bedeutend, zudem von Belang für das Ortsbild | 09200782 |
|                                         | Eisenbahnbrücke | Freiberg (Karte)         | 1951 (Eisenbahnbrücke) | auf zwei Pfeilern ruhend, gerader Abschluss, Anschlussbahn zum Deutschen Brennstoffinstitut, erste schiefwinkelige Spannbetonbrücke der DDR, verkehrsgeschichtlich und technikgeschichtlich bedeutend | 09200283 |
| Direkt Bild zu diesem Denkmal hochladen | Melke Ziege Schacht; Friedlicher Vertrag Schacht; Melke Kuh; Melke Ziege untere Maßen                                                             | Freiberg (Karte)         | 16.–18. Jahrhundert (Halde) | Haldenzug aus sieben Halden; bergbaugeschichtlich und ortsgeschichtlich bedeutend sowie landschaftsgestalterisch besonders bemerkenswert, Gruppe trotz geringer Ausdehnung und Größe im Einzelnen eine der Charakteristischsten in der Umgebung von Freiberg, in die Landschaft malerisch eingebettet | 08992429 |
| Direkt Bild zu diesem Denkmal hochladen | Elende Seelen Neuschacht; Elende Seelen Fundschacht; Elende Seelen Schacht; Tagesschacht auf dem Seligen Trost                                    | Freiberg (Karte)         | 16.–18. Jahrhundert (Halde) | Haldenzug aus drei Halden; bergbaugeschichtlich und ortsgeschichtlich bedeutend | 08992428 |
| Direkt Bild zu diesem Denkmal hochladen | Himmelfahrt Fundgrube / Kreuzung von Ludwig Flacher Gang und Ludwig Stehender Gang                                                                | Freiberg (Karte)         | 16.–18. Jahrhundert (Halde) | Halde; bergbaugeschichtlich und landschaftsgestalterisch bedeutend | 08992427 |
| Direkt Bild zu diesem Denkmal hochladen | E.Z. Erzengel | Freiberg (Karte)         | 16.–18. Jahrhundert (Halde) | Halde; bergbaugeschichtlich bedeutend | 08992426 |
| Direkt Bild zu diesem Denkmal hochladen | Neuglück Fundgrube; Neuglück Schacht | Freiberg                 | 16.–18. Jahrhundert (Halde) | Zwei Halden; bergbaugeschichtlich bedeutend | 08992425 |
| Direkt Bild zu diesem Denkmal hochladen | Alter Kunstschacht in St. Martin | Freiberg (Karte)         | 16.–18. Jahrhundert (Halde) | Halde; bergbaugeschichtlich bedeutend | 08992424 |
| Direkt Bild zu diesem Denkmal hochladen | Donatschacht | Freiberg (Karte)         | 16.–18. Jahrhundert (Halde) | Halde; große und markante Halde mit charakteristischem Bewuchs, bergbaugeschichtlich und landschaftsgestaltend von Belang | 08992423 |
| Direkt Bild zu diesem Denkmal hochladen | St. Donatz; Schwarzer Bär Schacht | Freiberg (Karte)         | 16.–18. Jahrhundert (Halde) | Halde; charakteristische Kegelhalde mit Bewuchs, noch sehr gut erhalten, gehört zu einem bergbaulich intensiv genutzten Bereich, wird deutlich an weiteren Halden in der Umgebung von St. Donatz, bergbaugeschichtlich und landschaftsgestaltend bedeutend | 08992422 |
| Weitere Bilder                          | Alte Elisabeth (Sachgesamtheit) | Freiberg (Karte)         | um 1850 (Bergschmiede); bis 1864 (Scheidebank); 1810, untertägige Kunstradstube (Kunstrad); ab 16. Jahrhundert (Schacht); 1848/1849 (Schachtgebäude) | Einzeldenkmale der Sachgesamtheit Alte Elisabeth: Kesselhaus, Maschinenhaus und Treibehaus bzw. Schachtgebäude, Betstube, Scheidebank, Bergschmiede, Schutzgebäude für Schwarzenberg-Gebläse (1936) der bergbaulichen Anlage, dazu bemerkenswerte Ausstattung, z. T. als Stücke der Schauanlage (wie einzigartige Schwarzenberg-Gebläse von 1829–1831 und Balancierdampfmaschine von 1848, als einzige im sächsischen Erzgebirge erhalten), außerdem große Halde des Kunstund Treibeschachtes sowie Kleinere Halde des Tagesschachtes, des Weiteren untertägige Kunstradstube sowie Abbaue, Strecken und Schächte (siehe auch Sachgesamtheitsdokument obj. 09304858, gleiche Anschrift); einzigartiges und unvergleichliches bergmännisches Zeugnis von singulärer industriegeschichtlicher und sozialgeschichtlicher Bedeutung, zudem von baugeschichtlichem, landschaftsgestaltendem und technikgeschichtlichem Wert | 09200766 |
| Direkt Bild zu diesem Denkmal hochladen | Alte Elisabeth (Sachgesamtheit) | Freiberg (Karte)         | 19. Jahrhundert (Bergbauanlage) | Sachgesamtheit Alte Elisabeth mit folgenden Einzeldenkmalen: Kesselhaus, Maschinenhaus und Treibehaus bzw. Schachtgebäude, Betstube, Scheidebank, Bergschmiede, Schutzgebäude für Schwarzenberg-Gebläse (1936) der bergbaulichen Anlage, dazu bemerkenswerte Ausstattung, z. T. als Stücke der Schauanlage (wie einzigartige Schwarzenberg-Gebläse von 1829–1831 und Balancierdampfmaschine von 1848, als einzige im sächsischen Erzgebirge erhalten), außerdem große Halde des Kunstund Treibeschachtes sowie kleinere Halde des Tagesschachtes, des Weiteren untertägige Kunstradstube sowie Abbaue, Strecken und Schächte (siehe Einzeldenkmalliste obj. 09200766, gleiche Anschrift); einzigartiges und unvergleichliches bergmännisches Zeugnis von singulärer industriegeschichtlicher und sozialgeschichtlicher Bedeutung, zudem von baugeschichtlichem, landschaftsgestaltendem und technikgeschichtlichem Wert | 09304858 |
| Weitere Bilder                          | Reiche Zeche (Sachgesamtheit); Alte Reiche Zeche (Hauptstollngang bzw. Haupterzgang)                                                              | Freiberg (Karte)         | ab 1384 (Bergbauanlage) | Sachgesamtheit Reiche Zeche mit folgenden Einzeldenkmalen: Altes Schachtgebäude mit Förderturm, Zwischenbau, Maschinenhaus und Neues Schachtgebäude, dazu Steigerhaus und Bergschmiede, des Weiteren Scheidebank, Erzrolle, so genanntes Rammlerhaus und Versuchsstrecke/Schießstrecke mit Zweckgebäude, außerdem Institutsgebäude der Bergakademie, große Halde des Richtschachtes (auf der sämtliche Baulichkeiten stehen) und acht weitere Halden (von Nord nach Süd St. Erasmus, Erasmus, zweimal Pferdestall Schacht, Alte Reiche Zeche Schacht, Reiche Zeche obere 6. Maß Schacht/Tückischer Bauer, Hoffnungschacht und Wilhelem Stehender) auf dem Hauptstollngang Stehender als Haldenzug (siehe Einzeldenkmalliste obj. 09200986, gleiche Anschrift) sowie weiteren Gebäuden der Bergakadamie als Sachgesamtheitsteilen und solchen die lediglich auf der Halde stehen (Störelemente?); Hauptschacht der Bergakademie-Lehrgrube mit Gebäuden einer ab 1886 errichteten Dampfförderungsanlage, Grubenanlage mit der größten landschaftlichen Sichtwirkung, eine der wichtigsten Dominanten an der nördlichen Peripherie von Freiberg (Wahrzeichen des Freiberger Bergbaus), wohl die anschaulichste bergbauliche Anlage der Stadt, baugeschichtlich, bergbaugeschichtlich, ortsgeschichtlich und wissenschaftlich bedeutend, die Halde des Richtschachtes und der genannte Haldenzug landschaftsgestaltend von Belang | 09304857 |
| Direkt Bild zu diesem Denkmal hochladen | Reiche Zeche (Sachgesamtheit); Alte Reiche Zeche (Hauptstollngang bzw. Haupterzgang)                                                              | Freiberg (Karte)         | ab 1384 (Bergbauanlagenteil); um 1890 (Bergschmiede); um 1890 (Schachtgebäude); um 1890 (Kesselund Maschinenhaus); um 1955 (Akademie)                | Einzeldenkmale der Sachgesamtheit Reiche Zeche: Altes Schachtgebäude mit Förderturm, Zwischenbau, Maschinenhaus und Neues Schachtgebäude, dazu Steigerhaus und Bergschmiede, des Weiteren Scheidebank, Erzrolle, so genanntes Rammlerhaus und Versuchsstrecke/Schießstrecke mit Zweckgebäude, außerdem Institutsgebäude der Bergakademie, dazu große Halde des Richtschachtes (auf der sämtliche Baulichkeiten stehen) und acht weitere Halden (von Nord nach Süd St. Erasmus, Erasmus, zweimal Pferdestall Schacht, Alte Reiche Zeche Schacht, Reiche Zeche obere 6. Maß Schacht/Tückischer Bauer, Hoffnungschacht und Wilhelm Stehender) auf dem Hauptstollngang Stehender als Haldenzug (siehe auch Sachgesamtheitsdokument obj. 09304857, gleiche Anschrift); Hauptschacht der Bergakademie-Lehrgrube mit Gebäuden einer ab 1886 errichteten Dampfförderungsanlage, Grubenanlage mit der größten landschaftlichen Sichtwirkung, eine der wichtigsten Dominanten an der nördlichen Peripherie von Freiberg (Wahrzeichen des Freiberger Bergbaus), wohl die anschaulichste bergbauliche Anlage der Stadt, baugeschichtlich, bergbaugeschichtlich, ortsgeschichtlich und wissenschaftlich bedeutend, die Halde des Richtschachtes und der genannte Haldenzug landschaftsgestaltend von Belang | 09200986 |
|                                         | Freibergsdorfer Mühle | Freiberg (Karte)         | um 1800 (Mühle) | Mühlengebäude; Obergeschoss Fachwerk verbrettert, Krüppelwalmdach, Sandsteingewände und Segmentbogenportal im Erdgeschoss, baugeschichtlich und ortsgeschichtlich bedeutend | 09200931 |
| Direkt Bild zu diesem Denkmal hochladen | Buchdruckerei Hertel | Freiberg                 | um 1910 (Druckerei) | Druckerei; markantes mehrgeschossiges Fabrikationsgebäude mit Sandsteinund Klinkerzierrat, hofseitigem Fachwerkerker und hohem Mansarddach, baugeschichtlich, ortsgeschichtlich und mglw. technikgeschichtlich bedeutend | 09200890 |
|                                         | Deutsches Brennstoffinstitut | Freiberg (Karte)         | 1961–1968 (Institut) | Institutskomplex; Anlage mit pavillonartig angeordneten Technikumsgebäuden, verbunden durch einen langen Gang, besondere Akzente setzen dessen futuristisch anmutende Kopfbauten, des Weiteren blockhaftes, mehrgeschossiges Zentrallabor sowie Eingangsgebäude unmittelbar an der Straße, weitere rückwärtige Zweckbauten und Wohnhaus, eines der modernsten und innovativsten Beispiele der DDR-Architektur um 1960, baugeschichtlich bedeutend und mit Seltenheitswert | 09200891 |
|                                         | Hemmschuh; Zum Hemmschuh | Freiberg (Karte)         | bezeichnet 1801 (Gasthaus) | Gasthaus und Halde; markanter Fachwerkbau mit Krüppelwalmdach, ursprünglich bergbauliche Nutzung des Anwesens, bau-, bergbau- und ortsgeschichtlich bedeutend | 08992431 |
| Weitere Bilder                          | Freibergsdorfer Hammer | Freiberg (Karte)         | 1762 (Hammerwerk) | Hammerschmiede, Wohnhaus und Hofpflasterung; Hammerschmiede eingeschossig mit Korbbogenportal, Anbau und Satteldach, gestalterische Akzente durch Fachwerk in Giebel und Obergeschoss des Anbaus, bemerkenswerte Ausstattung mit zwei Wasserrädern, Hämmern, Amboss, Schmiedefeuer, Gebläse usw., baugeschichtlich, technikgeschichtlich und ortsgeschichtlich bedeutender Hammer | 09200892 |
|                                         | Wasserwerk Freiberg | Freiberg (Karte)         | 1904 (Wasserhochbehälter); 1912 (Wasserhochbehälter)                                                                                                 | Hochbehälteranlage mit Erdaufschüttung und zwei Schieberhäusern; gestalterisch bemerkenswert das vordere Gebäude mit Jugendstildekor, industriegeschichtlich, künstlerisch und ortsgeschichtlich bedeutend | 09200893 |
|                                         | Königl. Schrotfabrik (ehem.) | Freiberg (Karte)         | 1. Hälfte 19. Jahrhundert (Wohnhaus) | Wohnhaus in halboffener Bebauung; klar gegliederter spätbiedermeierlicher Bau, baugeschichtlich und stadtentwicklungsgeschichtlich bedeutend, als ehemalige Königl. Schrotfabrik zudem von ortsgeschichtlichem Wert | 09200431 |
|                                         | Porzellanfabrik | Freiberg (Karte)         | 1922 (Porzellanfabrik) | Porzellanfabrik mit Hauptgebäude und zweischiffiger Fabrikhalle; markantes, weithin sichtbares Industriegebäude im Stil der Neuen Sachlichkeit mit vertikal gegliederter Fassade und dominierendem Treppenturm, errichtet von einem der bekanntesten in Freiberg tätigen Architekten aus der ersten Hälfte des 20. Jahrhunderts, Werner Retzlaff, baugeschichtlich, industriegeschichtlich und ortsgeschichtlich bedeutend | 09201067 |
| Direkt Bild zu diesem Denkmal hochladen | Grube Segen Gottes | Freiberg (Karte)         | um 1700 (Huthaus) | Huthaus mit Halde; das kleine Gebäude eingeschossig und mit Satteldach, Beispiel für den Normaltyp eines Huthauses im 17. bis Anfang 19. Jahrhundert, bergbaugeschichtlich und ortsgeschichtlich bedeutend | 09201016 |
| Direkt Bild zu diesem Denkmal hochladen | Davidschacht (Sachgesamtheit) | Freiberg (Karte)         | 1937–1942 (Bergbauanlagenteil) | Einzeldenkmale der Sachgesamtheit Davidschacht: Aufbereitung einschließlich Schrägaufzug, Kaue, Maschinen- und Kesselhaus, Wohnhaus mit Remise sowie Sandhalde, Spülhalde und aufgemauerte Haupthalde (Grobbergehalde, Grobbergedamm und Spülhalde) (siehe Sachgesamtheitsliste-Obj. 09304659, gleiche Anschrift); erinnert an die letzte Wiederaufnahme des Bergbaus in den 1930er Jahren, bergbaugeschichtlich bedeutend | 08992433 |
| Weitere Bilder                          | Davidschacht (Sachgesamtheit) | Freiberg (Karte)         | 1937–1942 (Bergbauanlage) | Sachgesamtheit Davidschacht mit folgenden Einzeldenkmalen: Aufbereitung einschließlich Schrägaufzug, Kaue, Maschinen- und Kesselhaus, Wohnhaus mit Remise sowie Sandhalde, Spülhalde und aufgemauerte Haupthalde (Grobbergehalde, Grobbergedamm und Spülhalde) (siehe Einzeldenkmalliste-Obj. 08992433, gleiche Anschrift), zwei Produktionsgebäude, früher Davider Erzwäsche (siehe Einzeldenkmalliste-Obj. 09200984, Unteres Muldental 3), Erztransportanlage mit Damm und Brücke sowie oberem Erzbahntunnelmundloch und unterem Erzbahntunnelmundloch (siehe Einzeldenkmalliste-Obj. 09200987, Unteres Muldental), dazu einige nicht näher bezeichnete Gebäude auf der Haupthalde/Grobbergehalde als Sachgesamtheitsteile; erinnert an die letzte Wiederaufnahme des Bergbaus in den 1930er Jahren, bergbaugeschichtlich bedeutend | 09304659 |
| Direkt Bild zu diesem Denkmal hochladen | Turmhofschacht; Untere 3. und 4. Maß | Freiberg (Karte)         | 16. Jahrhundert (Halde) | Halde; siehe auch Turmhofstraße 2, bergbaugeschichtlich und ortsgeschichtlich bedeutend | 09200196 |
|                                         | Turmhofschacht; Untere 2. Maß | Freiberg (Karte)         | um 1800 (Huthaus) | Huthaus und Halde; siehe auch Turmhofstraße 2, bergbaugeschichtlich und ortsgeschichtlich bedeutend | 09200197 |
| Direkt Bild zu diesem Denkmal hochladen | Priesterliche Glückwunschwäsche (ehem.) | Freiberg (Karte)         | bezeichnet 1645 (Erzwäsche) | Zwei Bergbaugebäude; charakteristische Bauten mit Steildächern und Bruchsteinmauerwerk, hinteres Gebäude einseitig abgewalmt und teilweise im Obergeschoss mit Fachwerk, kleines Rundfenster als markantes Detail, baugeschichtlich, bergbaugeschichtlich und ortsgeschichtlich bedeutend | 09200903 |
| Weitere Bilder                          | Kursächsische Postmeilensäulen (Sachgesamtheit)                                                                                                   | Freiberg (Karte)         | bezeichnet 1723 (Postdistanzsäule) | Postmeilensäule; Kopie einer Distanzsäule, verkehrsgeschichtlich und ortsgeschichtlich von Bedeutung | 09200395 |
|                                         | Werner-Stolln | Freiberg                 | 1827/1939 (Bergbau-Wasseranlage) | Graben- und Röschensystem der Grube Morgenstern; bergbaulichwassertechnische Anlage mit wechselnden Kunstgräben und Röschen sowie mehreren Mundlöchern, bedeutsames bergbauliches Zeugnis | 09200630 |
| Direkt Bild zu diesem Denkmal hochladen | Kirschbaumer Fundschacht | Freiberg (Karte)         | 16. Jahrhundert (Halde) | Halde; charakteristische Kegelhalde, letzter Überrest einer ursprünglichen Reihe von Halden (Haldenzug) auf dem Kirschbaum Stehenden genannten Erzgang, vor allem bergbaugeschichtlich und ortsgeschichtlich bedeutend | 08992438 |
| Direkt Bild zu diesem Denkmal hochladen | Morgenstern-Erbstolln samt Beilehn Schlösschen Erbstolln                                                                                          | Freiberg (Karte)         | 1546/1624 (Bergbauanlagenteil) | Bergbauliches Ensemble mit Kunstgraben (Morgensterner Kunstgraben), Haldengruppe und einzelnen Halden; bergbaugeschichtlich und ortsgeschichtlich bedeutend | 08992439 |
| Direkt Bild zu diesem Denkmal hochladen | Muldenhütten | Freiberg (Karte)         | um 1700 (Silberbrennhaus) | Silberbrennhaus und Nebengebäude; Bestandteil der historischen Hüttenanlage (vgl. Kartierung, Nr. 1), bergbaugeschichtlich und ortsgeschichtlich von Bedeutung | 08991568 |
| Direkt Bild zu diesem Denkmal hochladen | Muldenhütten | Freiberg (Karte)         | um 1850 (Fabrikgebäude) | Gebäude zur Kupferextraktion; Bestandteil der historischen Hüttenanlage (vgl. Kartierung, Nr. 2) | 08991567 |
| Direkt Bild zu diesem Denkmal hochladen | Muldenhütten | Freiberg (Karte)         | um 1930 (Kessel und Maschinenhaus); 1828 (Gebläse)                                                                                                   | Maschinenhaus mit Zylindergebläse und Turbine; technikgeschichtliche Bedeutung (vgl. Kartierung, Nr. 3) | 08991566 |
| Direkt Bild zu diesem Denkmal hochladen | Muldenhütten | Freiberg (Karte)         | 18./19. Jahrhundert (Halde) | Drei Halden, z. T. mit Stützmauern; Zeugnis des Bergbaus (vgl. die zugehörige Kartierung), bergbaugeschichtlich und ortsgeschichtlich von Bedeutung | 08991565 |
| Direkt Bild zu diesem Denkmal hochladen | Muldenhütten | Freiberg (Karte)         | um 1830 (Huthaus) | Huthaus II. und Pferdestall; schlichte Putzbauten, denkmalwürdig als wichtiges Zeugnis innerhalb der Gesamtanlage (vgl. Kartierung, Nr. 4), bergbaugeschichtlich und ortsgeschichtlich von Bedeutung | 08991564 |
| Direkt Bild zu diesem Denkmal hochladen | Muldenhütten | Freiberg (Karte)         | um 1830 (Flammofenhütte) | Westliche Flammofenhütte; Putzbau mit akzentuierender Lisenengliederung, Gesamtanlage (vgl. Kartierung, Nr. 5) | 08991563 |
| Direkt Bild zu diesem Denkmal hochladen | Muldenhütten | Freiberg (Karte)         | um 1850 (Schmiede) | Schmiede; trotz baulicher Veränderungen denkmalwürdig als wichtiger Bestandteil der historischen Gesamtanlage (vgl. Kartierung, Nr. 6), bergbaugeschichtlich und ortsgeschichtlich von Bedeutung | 08991562 |
| Direkt Bild zu diesem Denkmal hochladen | Muldenhütten | Freiberg (Karte)         | um 1830 (Fabrikgebäude) | Raffinierhütte und Schornstein; Zeugnis des historischen Hüttenwesens im Erzgebirge (vgl. Kartierung, Nr. 10) | 08991558 |
| Direkt Bild zu diesem Denkmal hochladen | Muldenhütten | Freiberg (Karte)         | um 1855 (Fabrikgebäude) | Pattinsonhütte mit zwei Schornsteinen und Zinkentsilberung mit zwei Schornsteinen; industriegeschichtliches Zeugnis (vgl. Kartierung, Nr. 11) | 08991557 |
| Direkt Bild zu diesem Denkmal hochladen | Muldenhütten | Freiberg (Karte)         | um 1850 (Eisenhütte) | Schachtofenhütte mit Turmanbau und Vorplatz mit Granuliergruben und Hängebahn (links und rechts); Zeugnis der Geschichte des Hüttenwesens im Erzgebirge (vgl. Kartierung, Nr. 12 und 13), bergbaugeschichtlich und ortsgeschichtlich von Bedeutung | 08991556 |
| Direkt Bild zu diesem Denkmal hochladen | Muldenhütten | Freiberg (Karte)         | 1922/1924 (Eisenhütte) | Gichtvorplatz mit Einschienenhängebahn und Reste des Rauchgaskanals, industriegeschichtliches Zeugnis (vgl. Kartierung, Nr. 14) | 08991555 |
| Direkt Bild zu diesem Denkmal hochladen | Muldenhütten | Freiberg (Karte)         | um 1850, Wasseraufzug (Eisenhütte); um 1900, Schlackenmauer (Eisenhütte)                                                                             | Wasseraufzug und Schlackenmauer; Bestandteil der Hüttenanlage, industriegeschichtliche Bedeutung (vgl. Kartierung, Nr. 15), bergbaugeschichtlich und ortsgeschichtlich von Bedeutung | 08991554 |
| Direkt Bild zu diesem Denkmal hochladen | Brücke | Freiberg (Karte)         | bezeichnet 1866 (Straßenbrücke) | Natursteinbogenbrücke über die Freiberger Mulde, verkehrsgeschichtliche Bedeutung | 08991552 |
| Direkt Bild zu diesem Denkmal hochladen | Unterer und Oberer Michaelisschacht | Freiberg (Karte)         | 16. bis 19. Jahrhundert (Halde) | Zwei Halden des gleichnamigen Schachtes; weitgehend original erhalten, insbesondere Halde an Thomas-Müntzer-Straße mit Schauwert (Oberer Michaelisschacht), beides relativ hohe Kegelhalden, ohne und mit typischem Bewuchs, bergbau- und ortsgeschichtlich von Belang | 08992440 |
|                                         | Himmelfahrter Kunstgraben | Freiberg (Karte)         | 19. Jahrhundert (Kunstgraben) | Kunstgraben; lang gestreckter mit Bruchsteinen bewährter Wassergraben, das Mitte der achtziger Jahre noch erhaltene Äquadukt über dem Knappenweg mittlerweile entfernt, bergbaugeschichtlich bemerkenswertes Zeugnis | 09200912 |
|                                         | Brauhof | Freiberg (Karte)         | bezeichnet 1892 (Wetterfahne); 1888 (Gartensaal) | Schankhaus und Gartensaal der ehem. Brauerei; Gartensaal mit Zierfachwerk, älteste noch erhaltene und traditionsreiche Brauerei Freibergs, ortsgeschichtlich und industriegeschichtlich bedeutend | 09200092 |
| Direkt Bild zu diesem Denkmal hochladen | Mietvilla mit Garten und Pavillon, Halde des Tagschachtes Priesterlicher Glückwunsch bzw. des Müller-Schachtes in die Gartengestaltung einbezogen | Freiberg (Karte)         | um 1900 (Mietvilla) | die historisierende Villa mit Klinkerfassade baugeschichtlich, der Garten künstlerisch (gartenkünstlerisch), die Halde bergbaugeschichtlich sowie das gesamte Anwesen stadtentwicklungsgeschichtlich bedeutend | 09201024 |
| Direkt Bild zu diesem Denkmal hochladen | Herzog August Stolln Richtschacht | Freiberg (Karte)         | 16. bis 18. Jahrhundert (Halde) | Halde; bergbaugeschichtlich von Bedeutung (siehe OT Zug, Schulstraße 14/16) | 08992507 |
| Direkt Bild zu diesem Denkmal hochladen | Kursächsische Postmeilensäulen (Sachgesamtheit)                                                                                                   | Freiberg (Karte)         | bezeichnet 1723 (Postdistanzsäule) | Postmeilensäule; Kopie einer Distanzsäule, ortsgeschichtlich und verkehrsgeschichtlich von Bedeutung | 09200663 |
| Direkt Bild zu diesem Denkmal hochladen | Befestigung des Münzbaches einschl. Gneisbogenbrücken und Wehranlagen                                                                             | Freiberg                 | 18./19. Jahrhundert (Wehr) | baugeschichtlich und landschaftsgestalterisch bedeutend | 09200949 |
|                                         | Wiesenschacht, zu Priesterlicher Glückwunsch | Freiberg (Karte)         | 16. bis 17. Jahrhundert (Halde) | Halde; von bergbaugeschichtlicher Bedeutung | 08992442 |
| Direkt Bild zu diesem Denkmal hochladen | Fortuna Stolln | Freiberg (Karte)         | 16. bis 17. Jahrhundert (Halde) | Haldenzug mit fünf Halden; von bergbaugeschichtlicher und landschaftsgestaltender Bedeutung | 08992441 |
| Direkt Bild zu diesem Denkmal hochladen | Loßnitzer Eisenhammer; Hadernstampfe | Freiberg (Karte)         | um 1800 (Hammerwerk) | Eisenhammergebäude; markantes Gebäude mit hohem, weithin sichtbarem Krüppelwalmdach, darin zwei Reihen Fledermausgaupen, baugeschichtlich, bergbaugeschichtlich, ortsgeschichtlich und landschaftsgestalterisch bedeutend | 09200948 |
|                                         | Eisenbahnbrücke | Freiberg (Karte)         | um 1900 (Eisenbahnbrücke) | architektonisch und bautechnisch bemerkenswerte Unterführung, baugeschichtlich und verkehrsgeschichtlich bedeutend, zudem von Belang für Ortsbild | 09200952 |
| Direkt Bild zu diesem Denkmal hochladen | Kursächsische Postmeilensäulen (Sachgesamtheit)                                                                                                   | Freiberg (Karte)         | bezeichnet 1723 (Postdistanzsäule) | Postmeilensäule; Kopie einer Distanzsäule, verkehrsgeschichtlich von Bedeutung | 09200613 |
|                                         | Rote Grube Richtschacht | Freiberg (Karte)         | um 1850 (Halde) | Halde; bergbaugeschichtlich bedeutend | 09200073 |
| Direkt Bild zu diesem Denkmal hochladen | Harterschacht und St. Barbara Schacht | Freiberg (Karte)         | 16.–18. Jahrhundert (Halde) | Halde; relativ große Kegelhalde, bergbaugeschichtlich bedeutend | 08992511 |
| Weitere Bilder                          | Abrahamschacht (Sachgesamtheit) | Freiberg (Karte)         | 1842 (Scheidebank); 1839 (Treibehaus); 1834 (Bergschmiede); 1846 (Verwaltungsgebäude); 1843 (Huthaus)                                                | Einzeldenkmale der Sachgesamtheit Abrahamschacht: Hauptschacht der Himmelfahrt-Fundgrube bestehend aus Treibhaus und Haldenbrücke bzw. Brücke für den Erztransport, Bergschmiede (Schachtweg 14), Scheidebank (Schachtweg 16), Verwaltungsgebäude (Schachtweg 13), Huthaus (Schachtweg 11), Mannschaftshaus (Schachtweg 10), Setzwäsche (Schachtweg 9), Erzrolle zum Abziehen der Pochgänge in die Wagen der Pferdeeisenbahn, Erzbahntunnel, Halde des Kunstund Treibschachtes einschließlich Stützmauer, untertägige Anlagen mit Schacht, Kunstrad als Antrieb des Kunstgezeugs und der Fahrkunst sowie Kehrrad als Fördermaschinen (siehe auch Sachgesamtheitsliste-Obj. 09200966, gleiche Anschrift); Anlage baugeschichtlich, bergbaugeschichtlich, ortsgeschichtlich und stadtentwicklungsgeschichtlich sowie landschaftsgestaltend bedeutend | 09301507 |
| Weitere Bilder                          | Schloss Freudenstein (Sachsen); Altschloßturm | Freiberg (Karte)         | um 1400, 1566–1579 und 1794–1805 (Schloss) | Schlossanlage mit Schloss, Schlossgraben, zwei Brücken, zwei Portalen, Mauern, zumeist Stützmauern, altem Schlosshof und Altschloßturm; rechteckige Vierflügelanlage mit großem Innenhof, bestehend aus Ostflügel, Eckturm, Südflügel, sogn. Großem Rundturm, Kirchenflügel, Neuem Haus, Nordflügel, Altem und Neuem Schlosshof, Graben, zwei Brücken, Haupt- und Nebenportal, diversen Mauern (u. a. mit wuchtigen Stützpfeilern) und Anschluss an Stadtmauer, einschl. vorhandener Ausstattung, aus einer mittelalterlichen Burganlage hervorgegangenes Residenzschloss der Wettiner, später zum Militär- und Bergmagazin umgebaut, heute Sitz der weltgrößten Mineraliensammlung und des Bergarchivs, Fläche des neuen Schlosshofes mit moderner Gestaltung, baugeschichtlich, künstlerisch, ortsgeschichtlich, landesgeschichtlich usw. bedeutend sowie singulär | 09200738 |
|                                         | Grube Methusalem; Kuhschacht Fundgrube | Freiberg (Karte)         | 16.–19. Jahrhundert (Halde) | Halde mit teilweise erhaltener Aufmauerung; Zeugnis einer für Freiberg bedeutsamen Grubenanlage, bergbaugeschichtlich bedeutend | 09200245 |
|                                         | Transformatorenhäuschen | Freiberg (Karte)         | um 1930 (Transformatorenstation) | traditionell gestalteter Bau mit Bruchsteinsockel, Verbretterung und Satteldach, Beispiel für die Ausführung dieser Bauaufgabe im Sinne der Heimatschutzbewegung, zudem Zeugnis für die Entwicklung der Energiewirtschaft, baugeschichtlich und industriegeschichtlich bedeutend | 09200970 |
|                                         | Drei Eisenbahnbrücken | Freiberg (Karte)         | um 1900 (Eisenbahnbrücke) | architektonisch und bautechnisch bemerkenswerte Unterführung, baugeschichtlich und verkehrsgeschichtlich bedeutend | 09201048 |
| Direkt Bild zu diesem Denkmal hochladen | Wolfganger Tagesschacht; Turmhof; Obere 7., 8., 9., 10., 11. (samt Narrenfresser), 12. (Morgenstern) und 13. (Kannegießer Schacht) Maß            | Freiberg (Karte)         | 16. Jahrhundert (Halde) | Haldenzug mit sieben Halden; langgezogenes Ensemble, relativ geschlossene Anlage, dessen Wirkung noch durch den Pulverturm der Grube Segen Gottes samt Herzog August (auf der Halde Turmhof Obere 8. Maß) unterstrichen wird, im Wesentlichen Teil des Turmhofschachtes, bergbaugeschichtlich und ortsgeschichtlich bedeutend (siehe Turmhofstraße 2) | 09200922 |
| Direkt Bild zu diesem Denkmal hochladen | Grube Segen Gottes samt Herzog August (Fundgrube bei den drei Kreuzen)                                                                            | Freiberg (Karte)         | 18. Jahrhundert (Pulverturm) | Pulverturm; gedrungener Rundturm aus Bruchstein mit abschließendem Kegeldach, bergbaugeschichtlich und ortsgeschichtlich bedeutend | 09200921 |
| Direkt Bild zu diesem Denkmal hochladen | Turmhofschacht (Sachgesamtheit); Himmelfahrt Fundgrube                                                                                            | Freiberg (Karte)         | 19. Jahrhundert (Bergbauanlagenteil); 1882 (Bergschmiede)                                                                                            | Einzeldenkmale der Sachgesamtheit Turmhofschacht: Stollenmundloch einschließlich Förderstrecke, Schachtgebäude mit kleinem Fördergerüst, daran angebauter, etwas niedrigerer Scheidebank, Maschinenhaus? (Gebäude nördlich vom Schachtgebäude), Bergschmiede, dazu in unmittelbarer Nähe (am Knappenweg) Erzwalzwerk, Pochwerk einschließlich Pochrad und Wäschen sowie weiteren Halden in der Umgebung (siehe auch Sachgesamtheitsliste-Obj. 09304657, gleiche Anschrift); Anlage mit zum Teil aufgemauertem Haldenkomplex, neben Reicher Zeche, Alter Elisabeth und Abrahamschacht bemerkenswerteste und noch weitgehend erhaltene bergbauliche Anlage von Freiberg, dabei auch von großer landschaftsgestaltender Bedeutung, Hauptschachtanlage liegt gut einsehbar am östlichen Eingang der Stadt, bergbaugeschichtlich und ortsgeschichtlich bedeutend, (siehe auch Am Maßschacht, Dresdner Straße, Hinter der Stockmühle, Thomas-Mann-Straße usw.) | 09200911 |
| Direkt Bild zu diesem Denkmal hochladen | Turmhofschacht (Sachgesamtheit); Himmelfahrt Fundgrube                                                                                            | Freiberg (Karte)         | 19. Jahrhundert (Bergbauanlage) | Sachgesamtheit Turmhofschacht mit folgenden Einzeldenkmalen: Stollenmundloch einschließlich Förderstrecke, Schachtgebäude mit kleinem Fördergerüst, daran angebauter, etwas niedrigerer Scheidebank, Maschinenhaus? (Gebäude nördlich vom Schachtgebäude), Bergschmiede, dazu in unmittelbarer Nähe (am Knappenweg) Erzwalzwerk, Pochwerk einschl. Pochrad und Wäschen sowie weiteren Halden in der Umgebung (siehe Einzeldenkmalliste-Obj. 09200911, gleiche Anschrift); Anlage mit zum Teil aufgemauertem Haldenkomplex, neben Reicher Zeche, Alter Elisabeth und Abrahamschacht bemerkenswerteste und noch weitgehend erhaltene bergbauliche Anlage von Freiberg, dabei auch von großer landschaftsgestaltender Bedeutung, Hauptschachtanlage liegt gut einsehbar am östlichen Eingang der Stadt, bergbaugeschichtlich und ortsgeschichtlich bedeutend, (siehe auch Am Maßschacht, Dresdner Straße, Hinter der Stockmühle, Thomas-Mann-Straße usw.) | 09304657 |
|                                         | Herders Ruhe/Grube Heilige drei Könige; Schächte auf dem Hangenden unbenannten Stehenden                                                          | Freiberg (Karte)         | 16. Jahrhundert (Halde); 1838–1839 (Grablege) | Bergbauliche Anlage mit Haldenzug aus vier Halden sowie Grablege für den Oberberghauptmann Siegmund August Wolfgang von Herder und Park auf Haupthalde; bergbaugeschichtlich, baugeschichtlich, ortsgeschichtlich und personengeschichtlich bedeutend | 09200897 |
|                                         | Roter Graben | Freiberg (Karte)         | 16. Jahrhundert (Kunstgraben) | Kunstgraben; zählt zu den ältesten bergbaulichen Wasserhaltungsanlagen im Freiberger Bergbaurevier, führt heute Wasser aus den Grubenbauen der ehem. Himmelfahrt Fdgr. vom Kgl. Verträgl. Gesellschaft Stolln nach Halsbrücke (siehe auch Gemeinde Halsbrücke OT Halsbrücke und OT Tuttendorf), wobei er noch weitere Wässer aus dem Hauptstollnumbruch aufnimmt, von singulärer bergbaugeschichtlicher Bedeutung | 09200990 |
| Direkt Bild zu diesem Denkmal hochladen | Turmhof Hilfsstolln | Freiberg (Karte)         | um 1820 (Mundloch) | Stollenmundloch mit Inschrift; bergbaugeschichtlich bedeutend | 09200989 |
| Direkt Bild zu diesem Denkmal hochladen | Davidschacht (Sachgesamtheit) | Freiberg (Karte)         | 1854–1857, bezeichnet 1855 (Mundloch) | Einzeldenkmale der Sachgesamtheit Davidschacht: Erztransportanlage mit Damm und Brücke sowie oberem Erzbahntunnelmundloch und unterem Erzbahntunnelmundloch (siehe Sachgesamtheitsliste-Obj. 09304659, Himmelfahrtsgasse 30ff.); bergbaugeschichtlich bedeutend und singulär | 09200987 |
| Weitere Bilder                          | Davidschacht (Sachgesamtheit); Davider Wäsche | Freiberg (Karte)         | um 1855 (Produktionsgebäude) | Einzeldenkmale der Sachgesamtheit Davidschacht: zwei Produktionsgebäude (siehe Sachgesamtheitsliste-Obj. 09304659, Himmelfahrsgasse 30ff.); zwei gegenüber stehende Gebäude auf dem Betriebsgelände des ehem. VEB Rohpappen gelegen, ersteres lang gestreckt, mit Krüppelwalmdach, Sandsteingewänden und Segmentbogenportal (bezeichnet 1830), zweiteres kürzer, aber mit ähnlicher Kubatur (um 1855), seit der Mitte des 19. Jahrhunderts Teil der Erzwäsche für die im Davidschacht ausgeförderten Erze, bergbaugeschichtlich bedeutend | 09200984 |
|                                         | Königl. Verträglich Gesellschaft Stolln | Freiberg (Karte)         | 16. Jahrhundert (Halde); um 1825 (Huthaus); bezeichnet 1801–1810 (Mundloch)                                                                          | Huthaus, Scheidebank, Stollenmundloch mit Wappen und Inschrift sowie zwei teilweise aufgemauerte Halden; ersteres markantes Gebäude mit verbrettertem Fachwerk, Satteldach und Dachhäuschen, Anlage baugeschichtlich und bergbaugeschichtlich bedeutend (siehe auch OT Halsbach, Talstraße, Halde) | 09200706 |
|                                         | Löfflerschacht | Freiberg (Karte)         | um 1750 (Huthaus) | Huthaus und Halde; größeres Huthaus über annähernd L-förmigem Grundriss mit Satteldach, Giebel verbrettert, Anlage bergbaugeschichtlich und ortsgeschichtlich bedeutend | 09201056 |
|                                         | Geharnischter Mann; Geharnischt-Männer-Schacht | Freiberg (Karte)         | um 1750 (Halde) | Huthaus und Halde; typisches Huthaus einer kleinen Grube des 17. und 18. Jahrhunderts, eingeschossiges Gebäude mit Satteldach, Anlage bergbaugeschichtlich und ortsgeschichtlich bedeutend | 09201055 |
|                                         | Zigarrenfabrik (ehem.) | Freiberg (Karte)         | 1513/1518 (Wohnhaus); 1513/1518 (Hinterhaus) | Wohnhaus in geschlossener Bebauung mit originaler Hofpflasterung und Hinterhaus; Bürgerhaus des 16. Jahrhunderts, später überformt, baugeschichtlich und stadtentwicklungsgeschichtlich bedeutend | 09200012 |
|                                         | Druckereigebäude (ehem.) | Freiberg (Karte)         | bezeichnet 1902 (erbaut), begründet 1849 | wohl Hintergebäude zur Petersstraße 36, repräsentativer historisierender Bau; baugeschichtlich und ortsgeschichtlich bedeutend | 09200320 |
|                                         | Straßenbrücke | Freiberg (Karte)         | Ende 19. Jahrhundert (Straßenbrücke) | Bogenbrücke an der Eisenbahnstrecke Freiberg-Nossen, charakteristischer und qualitätvoller Bau aus Sandsteinquadern, baugeschichtlich bedeutsam | 09201625 |
| Direkt Bild zu diesem Denkmal hochladen | Juliusschacht | Freiberg (Karte)         | um 1870 (Halde) | Halde; große und markante Halde mit charakteristischem Bewuchs, Resten der dazugehörigen Schachtanlage und Aufmauerung, bergbaugeschichtlich bedeutend | 09302630 |
|                                         | Kuhschacht | Freiberg (Karte)         | Mitte 17. Jahrhundert (Huthaus) | Huthaus und Halde; vergleichsweise auffälliges und charakteristisches Huthaus mit Steildach und Fledermausgaupe als gestalterischer Akzent, steht auf Halde, baugeschichtlich und bergbaugeschichtlich bedeutend | 09200107 |
|                                         | Neue Muldenbrücke | Halsbach (Karte)         | 1924–1928 (Straßenbrücke) | Rundbogenbrücke; als konstruktiv und landschaftsgestalterisch bemerkenswerte Brückenbauwerk der zwanziger Jahre baugeschichtlich und verkehrsgeschichtlich bedeutend sowie von Belang für Ortsansicht | 09200950 |
|                                         | Alte Muldenbrücke; Hammerbrücke; Gotische Brücke                                                                                                  | Halsbach (Karte)         | 1569 (Straßenbrücke) | Straßenbrücke; Brücke mit mächtigen Brückenköpfen und Oberbau, von baugeschichtlichem Wert, als älteste Brücke von Freiberg und eine der ältesten von Sachsen, zudem singulär | 09200980 |
| Direkt Bild zu diesem Denkmal hochladen | Königl. Verträgliche Gesellschaft Stolln | Halsbach (Karte)         | 16. Jahrhundert (Halde) | Halde; bergbaugeschichtlich bedeutend (siehe auch Ortsteil Freiberg, Unteres Muldental 8) | 09200985 |
| Direkt Bild zu diesem Denkmal hochladen | Schwefelhütte (sog.) | Halsbach (Karte)         | 18. Jahrhundert, im Kern mglw. 17. Jahrhundert (Schwefelhütte)                                                                                       | Schwefelhütte (ehem.); markantes eingeschossiges Gebäude mit geschwungenem Dachaufbau, als ehemaliges Schwefel- und Vitriolwerk eng mit dem Bergbau und Freiberger Hüttenwesen verbundenen, baugeschichtlich und ortsgeschichtlich bedeutend, zudem von industriegeschichtlichem sowie bergbaugeschichtlichem Wert | 09200822 |
| Direkt Bild zu diesem Denkmal hochladen | Rudolph Erbstolln | Halsbach (Karte)         | 18. Jahrhundert (Huthaus) | Huthaus und zwei Halden (Kunstund Tagesschacht); Huthaus eingeschossig mit Krüppelwalmdach, baugeschichtlich und bergbaugeschichtlich bedeutende Anlage | 09200982 |
| Direkt Bild zu diesem Denkmal hochladen | Thieles Hammer | Halsbach (Karte)         | bezeichnet 1739 (Hammerherrenhaus); um 1830 (Wohnhaus)                                                                                               | Hammerherrenhaus und Wohnhaus eines ehemaligen Hammerwerks; Herrenhaus Putzbau mit hohem Walmdach und seitlichem Giebel, Wohnhaus Obergeschoss Fachwerk, als eine der größten sächsischen Hammerwerke des ausgehenden 17. bzw. 18. Jahrhunderts von singulärer industriegeschichtlicher Bedeutung, darüber hinaus von baugeschichtlichem und ortsgeschichtlichem Wert | 09200978 |
| Direkt Bild zu diesem Denkmal hochladen | Station Kleinwaltersdorf | Kleinwaltersdorf (Karte) | um 1880 (Empfangsgebäude) | Empfangsgebäude und Güterschuppen der Bahnstation Kleinwaltersdorf; typischer ländlicher Bahnhof, baugeschichtlich und ortsgeschichtlich von Wert | 09201347 |
| Direkt Bild zu diesem Denkmal hochladen | Neugeborn Kindlein Erbstolln | Kleinwaltersdorf (Karte) | 16./17. Jahrhundert (Halde) | Gangzug mit drei Halden; bergbau- und ortsgeschichtlich bedeutend | 09201367 |
| Direkt Bild zu diesem Denkmal hochladen | Transformatorenhäuschen | Kleinwaltersdorf (Karte) | um 1910 (Transformatorenstation) | gestalterisch bemerkenswertes und wohl auch singuläres Exemplar mit Fachwerk, Pyramidendach und Aufbau, bau- und technikgeschichtlich wertvoll | 09201352 |
| Direkt Bild zu diesem Denkmal hochladen | Hofmühle | Kleinwaltersdorf (Karte) | Ende 19. Jahrhundert (Mühle); bezeichnet 1794 (Müllerwohnhaus)                                                                                       | Mühlengebäude und Wohnstallhaus eines Mühlenanwesens; aufwändigstes Fachwerkanwesen von Kleinwaltersdorf, bau- und ortsgeschichtlich bedeutend, wichtig für das Ortsbild, zudem aus lokaler Sicht singulär | 09201351 |
| Direkt Bild zu diesem Denkmal hochladen | Beschert Glück Kunstgraben; Beschert Glück Stolln (Fundgrube)                                                                                     | Zug (Karte)              | seit 1697 (Bergbauanlagenteil) | Bergbauliche Grubenanlage bestehend aus Mundloch der Aufschlagrösche, Resten der Erzverladeanlage, untertägiger Erzrolle (Transportgang), Halde einschl. Aufmauerung sowie Kunstgraben, Halde des Richtschachtes (1785–1787) und Halden der sog. Hungerschächte auf dem Beschert Glück Stehenden; siehe auch Röschenschacht mit Huthaus, Scheidebank (siehe Am Beschert Glück 29 und 29b), Bergschmiede (siehe Brander Straße 160), von singulärer bergbaugeschichtlicher und ortsgeschichtlicher Bedeutung, verschiedene Gebäude künstlerisch wertvoll, zudem von hohem landschaftsgestalterischen Wert | 09201116 |
| Direkt Bild zu diesem Denkmal hochladen | Beschert Glück Stolln (Fundgrube) | Zug (Karte)              | 1786 (Huthaus); 1795 (Scheidebank) | Huthaus und Scheidebank; Huthaus mit weithin sichtbarem, hohem Krüppelwalmdach und Dachreiter bzw. Glockenturm (1786 u. 1815), Gebäude der Scheidebank ähnlich gestaltet (1795), an letzterem bemerkenswerte Inschrift, baugeschichtlich, künstlerisch, bergbau- und ortsgeschichtlich sowie landschaftsgestalterisch bedeutend, das Huthaus als eines der repräsentativsten und die Scheidebank als eine der ältesten in Freiberger Revier singulär (siehe Am Beschert Glück) | 09201115 |
| Direkt Bild zu diesem Denkmal hochladen | St. Wolfgang (Fundgrube) | Zug (Karte)              | 17./18. Jahrhundert (Halde) | Haldenzug aus zwei Halden; lang gestreckte, abgeflachte Halden, bergbaugeschichtlich und landschaftsgestalterisch bedeutend | 09201103 |
| Direkt Bild zu diesem Denkmal hochladen | Junger Turmhof Stolln (Fundgrube) | Zug (Karte)              | 17./18. Jahrhundert (Halde) | Gangzug mit drei Halden; darunter eine kleinere Sandbzw. Waschhalde an der Hauptstraße, ortsgeschichtlich sowie landschaftsgestalterisch bedeutend | 09201114 |
| Direkt Bild zu diesem Denkmal hochladen | Daniel Fundgrube; Danielzug | Zug (Karte)              | ab 1514 (Halde); um 1700 (Huthaus) | Bergbauliche Anlage mit Huthaus und Halde sowie weiteren drei Halden des Danielzuges auf der Gemarkung Freiberg; lang gestrecktes Huthaus (um 1700) mit Steildach, bergbau- und ortsgeschichtlich bedeutend, Halden zudem landschaftsgestalterisch von Belang | 09201104 |
| Direkt Bild zu diesem Denkmal hochladen | Herzog August Stolln (Fundgrube); Dreibrüderschacht                                                                                               | Zug (Karte)              | 1913–1914 (Schachtgebäude); um 1820 (Scheidebank); 1913–1914 (Kavernenkraftwerk)                                                                     | Bergbauliche Anlage mit Schachtgebäude, Kavernenkraftwerk, Scheidebank, Erzverladeanlage und Halde einschließlich Haldenaufmauerung sowie Stollnmundloch; typische Grubenanlage für den maschinellen Förderbetrieb des 18. und 19. Jahrhundert, bergbau- und ortsgeschichtlich sowie landschaftsgestalterisch bedeutend, zudem als erstes Kavernenkraftwerk der Welt singulär | 09201113 |
| Direkt Bild zu diesem Denkmal hochladen | Junge Mordgrube Stolln; Neuschacht | Zug (Karte)              | 17./18. Jahrhundert (Halde) | Halde; bergbau- und ortsgeschichtlich bedeutend sowie landschaftsgestalterisch von Belang | 09201109 |
| Weitere Bilder                          | Konstantin-Teich; Hohe Birke Kunstgraben; Revierwasserlaufanstalt (Sachgesamtheit)                                                                | Zug (Karte)              | um 1580 (Teich); 1589/1590 (Kunstgraben) | Einzeldenkmale der Sachgesamtheit Revierwasserlaufanstalt: Kunstteich einschließlich Teichdamm und Teichschütz mitsamt Schütz sowie Hohe Birke Kunstgraben einschließlich aller Gewölbebrücken und dem Teilstück eines Abzweigs (siehe Sachgesamtheitsliste-Obj. 09306330); künstlich angelegte ober- und untertägige Wasserleitung zwischen dem Rothbächer Teich auf Brand-Erbisdorfer Flur und dem Freiberger Ortsteil Zug, diente als Teil der Revierwasserlaufanstalt, einem umfangreichen System der bergmännischen Wasserwirtschaft, zur Bereitstellung von Aufschlagwasser für nahegelegene Gruben und Wäschen des Brander, Zuger und Freiberger Reviers, landschaftsund ortsbildprägendes Zeugnis der bergmännischen Wasserversorgung von besonderer bergbaugeschichtlicher und ortsgeschichtlicher Bedeutung | 09201107 |
| Direkt Bild zu diesem Denkmal hochladen | Revierwasserlaufanstalt (Sachgesamtheit) | Zug (Karte)              | 16.–18. Jahrhundert (Bergbauanlage) | Sachgesamtheitsbestandteil der Revierwasserlaufanstalt im Ortsteil Zug mit den Einzeldenkmalen: Konstantin Teich einschließlich Teichdamm und Teichschütz mitsamt Schütz sowie Hohe Birke Kunstgraben einschließlich aller Gewölbebrücken und dem Teilstück eines Abzweigs (siehe Einzeldenkmalliste-Obj. 09201107); landschaftsbildprägende Bestandteile eines umfangreichen Systems der bergmännischen Wasserwirtschaft zur Versorgung des Freiberger Bergbaus mit Aufschlagwasser, bergbaugeschichtlich und ortsgeschichtlich von besonderer Bedeutung (siehe auch die Sachgesamtheitsliste-Obj. 08991218, Großhartmannsdorf, Zehntel -) | 09306330 |
| Direkt Bild zu diesem Denkmal hochladen | Tzscherper Fundgrube; Tzscherper 3. bis 5. Maß | Zug (Karte)              | 17./18. Jahrhundert (Halde) | Haldenzug von drei Halden; gelegen an Am Konstantin und Hauptstraße, bergbaugeschichtlich bedeutend und landschaftsgestaltend | 09201486 |
| Direkt Bild zu diesem Denkmal hochladen | St. Georgen | Zug (Karte)              | 17./18. Jahrhundert (Halde) | Haldenzug aus zwei abgeflachten, von Nord nach Süd verlaufenden Halden; baugeschichtlich bedeutend und landschaftsgestaltend | 09201127 |
| Direkt Bild zu diesem Denkmal hochladen | Jung Himmlisch Heer (Fundgrube) | Zug (Karte)              | 17./18. Jahrhundert (Halde) | Halde mit Aufmauerung; bergbaugeschichtlich bedeutend und landschaftsgestaltend | 09201126 |
| Direkt Bild zu diesem Denkmal hochladen | Ehemalige Bergschmiede und Scheune | Zug (Karte)              | um 1800 (Bergschmiede) | Bergschmiede Gebäude über L-förmigem Grundriss, wirkt durch z. T. noch erhaltenes Fachwerkobergeschoss und Maßstäblichkeit, seitliches Segmentbogenportal, baugeschichtlich und bergbaugeschichtlich bedeutend sowie von landschaftsgestalterischem Wert | 09201097 |
| Direkt Bild zu diesem Denkmal hochladen | Junge Hohe Birke Fundgrube | Zug (Karte)              | 16.–19. Jahrhundert (Halde) | Halde; Anlage mit Haldenmauerung und bemerkenswertem untertägigem Bereich, bergbaugeschichtlich und landschaftsgestalterisch bedeutend (siehe Berthelsdorfer Straße 176) | 09201093 |
| Direkt Bild zu diesem Denkmal hochladen | Junge Hohe Birke Fundgrube | Zug (Karte)              | bezeichnet 1703 (Huthaus) | Huthaus; markantes Gebäude mit hohem Steildach, innen Reste einer Bergschmiedenausstattung (Ofen und Schornstein), bergbaugeschichtlich bedeutend, als eines der größten und wohl ältesten erhaltenen Huthäuser der Gegend singulär, bildet mit nahegelegener Halde Einheit von Denkmalwert, zudem von landschaftsgestalterischem Wert (siehe auch BerthelsdorferStraße, Halde) | 09201092 |
| Direkt Bild zu diesem Denkmal hochladen | Haldenund Pingenfeld aus der ersten oder zweiten Periode des erzgebirgischen Erzbergbaues                                                         | Zug (Karte)              | Ende 12. Jahrhundert bis 16. Jahrhundert (Bergbauanlagenteil)                                                                                        | bergbaugeschichtlich bedeutend | 09201124 |
| Direkt Bild zu diesem Denkmal hochladen | Neue Hohe Birke; Alter Tagesschacht; Neuschacht auf Neue Hohe Birke                                                                               | Zug (Karte)              | 17./18. Jahrhundert (Halde) | Gangzug mit drei Halden; an der Brander Straße gelegen, bergbaugeschichtlich und ortsgeschichtlich bedeutend sowie landschaftsgestalterisch von Belang | 09201106 |
| Direkt Bild zu diesem Denkmal hochladen | Palmbaumzug | Zug (Karte)              | 17./18. Jahrhundert (Halde) | Vier Halden eines Haldenzugs; entlang der Brander Straße, zumeist auf Gnade Gottes Stolln (Fundgrube), bergbaugeschichtlich bedeutend und landschaftsgestaltend | 09201101 |
| Direkt Bild zu diesem Denkmal hochladen | Christopf Hörnigs Bergschmiede; Beschert Glück Stolln (Fundgrube)                                                                                 | Zug (Karte)              | um 1800 (Bergschmiede) | Bergschmiede; charakteristischer, zweigeschossiger Bau über winkelförmigem Grundriss mit verbrettertem Obergeschoss und Krüppelwalmdach, ortsgeschichtlich und bergbaugeschichtlich bedeutend (siehe Am Beschert Glück) | 09201105 |
| Direkt Bild zu diesem Denkmal hochladen | Rotes Stollnhaus; Altes Stollnhaus; Tiefer Fürstenstolln in Emanual; Bergschmiede                                                                 | Zug (Karte)              | um 1700 (Huthaus) | Huthaus (mit Bergschmiede); markanter Bau mit Satteldach, bergbaugeschichtlich und ortsgeschichtlich bedeutend | 09201094 |
| Direkt Bild zu diesem Denkmal hochladen | Huthaus Kröner (Fundgrube) | Zug (Karte)              | 18. Jahrhundert (Huthaus) | Huthaus; charakteristischer, zweigeschossiger Bau mit Satteldach und verbrettertem Obergeschoss, bergbaugeschichtlich und ortsgeschichtlich bedeutend, zudem landschaftsgestalterisch von Belang (siehe Haldenstraße) | 09201129 |
| Direkt Bild zu diesem Denkmal hochladen | Junger St. Andreas | Zug (Karte)              | bezeichnet 1807 (Huthaus) | Huthaus und Halde einer bergbaulichen Anlage; bergbaugeschichtlich und ortsgeschichtlich bedeutend, zudem landschaftsgestalterisch von Belang | 09201134 |
| Direkt Bild zu diesem Denkmal hochladen | Bornhaus | Zug (Karte)              | 18. Jahrhundert (Wohnhaus) | Hüttenmeisterhaus (ehem.) mit Anbau; bergbaugeschichtlich von Belang | 09201091 |
| Direkt Bild zu diesem Denkmal hochladen | Kröner Fundgrube | Zug (Karte)              | 17./18. Jahrhundert (Halde) | Grubenanlage mit Haldenzug und Wäschegraben; zugehöriges Huthaus siehe unter Dorfstraße 30, bergbaugeschichtlich und ortsgeschichtlich bedeutend sowie landschaftsgestaltend | 09201128 |
| Direkt Bild zu diesem Denkmal hochladen | Kröner Abzugsrösche | Zug                      | 2. Hälfte 16. Jahrhundert (Kunstgraben) | Kunstgraben; künstlich angelegte Wasserlaufsanlage, ab Friedhofskapelle nach Osten, teilweise erhalten, bergbaugeschichtlich und ortsgeschichtlich bedeutend (siehe auch Hohe Birker Kunstgraben) | 09201111 |
| Direkt Bild zu diesem Denkmal hochladen | Sandhaldenzug | Zug (Karte)              | 17. und 18. Jahrhundert (Halde) | Haldenzug mit drei Halden; dicht beieinanderliegende Halden der Unteren Zuger Wäsche, bergbaugeschichtlich bedeutend und landschaftsgestaltend | 09201110 |
| Direkt Bild zu diesem Denkmal hochladen | Obergöpler Schächte | Zug (Karte)              | 17./18. Jahrhundert (Halde) | Halde; großflächige Halde auf der Hauptstraße, bergbaugeschichtlich bedeutend und landschaftsgestaltend | 09201133 |
| Direkt Bild zu diesem Denkmal hochladen | Neujahrsschacht | Zug (Karte)              | 17./18. Jahrhundert (Halde) | Halde; bergbaugeschichtlich bedeutend und landschaftsgestaltend | 09201132 |
| Direkt Bild zu diesem Denkmal hochladen | Hermesschacht | Zug (Karte)              | 17./18. Jahrhundert (Halde) | Halde; bergbaugeschichtlich bedeutend und landschaftsgestaltend | 09201130 |
| Direkt Bild zu diesem Denkmal hochladen | Hohe Birke Stehender (Sachgesamtheit); Hohe Birker Zug                                                                                            | Zug (Karte)              | 17./18. Jahrhundert (Halde) | Einzeldenkmale der Sachgesamtheit Hohe Birke Stehender: 14 Halden eines Haldenzugs; beeindruckendster Haldenzug im Ortsteil Zug mit insgesamt 14 Halden in Nord-Süd-Richtung auf der Hauptstraße, bergbaugeschichtlich bedeutend und landschaftsgestaltend, weitere Halden auf dem Erzgang Hohe Birke Stehender im OrtsteilFreiberg (siehe auch Berthelsdorfer Straße) | 09201108 |
| Direkt Bild zu diesem Denkmal hochladen | Schlangenkauer Schacht | Zug (Karte)              | 17./18. Jahrhundert (Halde) | Zwei Halden; westlich der Hauptstraße gelegenen, bergbaugeschichtlich bedeutend und landschaftsgestaltend | 09201102 |
| Direkt Bild zu diesem Denkmal hochladen | Alte Mordegrube Fundgrube -Constantin Schacht | Zug (Karte)              | um 1870 (Schachtgebäude) | Grubenanlage mit Schacht/Treibehaus (Nr. 70) und Halde einschl. Haldenaufmauerung; landschaftsprägendes, bergbauliches Zeugnis, bergbaugeschichtlich und ortsgeschichtlich sowie landschaftsgestalterisch bedeutend | 09201117 |
| Direkt Bild zu diesem Denkmal hochladen | Hohe Birke Obere 3.–4. Maß | Zug (Karte)              | bezeichnet 1813 (Huthaus) | Huthaus; Bau mit Satteldach und datiertem Segmentbogenportal, bergbaugeschichtlich und ortsgeschichtlich bedeutsam | 09201122 |
| Direkt Bild zu diesem Denkmal hochladen | Huthaus | Zug (Karte)              | um 1800 (Huthaus) | markantes Fachwerkgebäude, bergbaugeschichtlich und baugeschichtlich bedeutend | 09201121 |
| Direkt Bild zu diesem Denkmal hochladen | Hilligersches Vorwerk | Zug                      | ab 17. Jahrhundert (Vorwerk); 1758 (Vorwerk); 1909 (Dampfkessel)                                                                                     | Nördliches Wohnstallhaus (Gutsarbeiterhaus) mit östlich anschließendem Wirtschaftsgebäude, östlicher Wirtschaftstrakt, südöstliche Scheune, anschließende Remise und südwestliches Brauhaus sowie westliches Gutsverwalterhaus eines Vorwerks, dazu südliche Feldscheune, ein Dampfkessel, Reste der Einfriedungsmauer, Pappelallee und Teich; repräsentative geschlossene Gutsanlage, besonders bemerkenswert die rechts vom Eingang gelegene Baugruppe, ursprünglich hervorgehoben durch Mansardund Krüppelwalmdächer sowie originale Portale, im Innern des hier befindlichen Wohnstallhauses aufwändiges Kreuzgewölbe, baugeschichtlich, ortsgeschichtlich und landschaftsgestalterisch bedeutend, als bedeutendstes Großgut der Umgebung mit Seltenheitswert, Dampfkessel als Ausstattungsfragment der zum Gut gehörigen Brauerei von Erlebnisund technikgeschichtlichem Dokumentationswert | 09201090 |
| Direkt Bild zu diesem Denkmal hochladen | Frisch Glück Schacht | Zug (Karte)              | 17./18. Jahrhundert (Halde) | Halde; bergbaugeschichtlich bedeutend und landschaftsgestaltend | 09201131 |
| Direkt Bild zu diesem Denkmal hochladen | Kurfürst Johann Georgen Stolln | Zug (Karte)              | um 1715 (Huthaus) | Bergbauliche Anlage mit Huthaus, Stall und Halde; das eingeschossige Huthaus mit Steildach und rückwärtigem Anbau, bergbaugeschichtlich und ortsgeschichtlich bedeutend sowie landschaftsgestalterisch von Belang | 09201100 |
| Direkt Bild zu diesem Denkmal hochladen | Herzog August Stolln Fundgrube und Richtschacht; Halbe Kaue                                                                                       | Zug (Karte)              | ab 1612 (Halde); um 1850 (Pulverturm) | Bergbauliche Anlage mit Halde, Huthaus und Pulverhaus, dazu weitere 3 Halden; z. T. auf Freiberger Flur gelegen, in den Komplex des Herzog August Stollns das kleine Ensemble des Johann Georg Stollns (siehe Schulstraße 10) eingebettet, das markante eingeschossige Huthaus des Herzog August Stollns mit Steildach, gesamte Anlage bergbaugeschichtlich und ortsgeschichtlich bedeutend sowie landschaftsgestalterisch von Belang | 09201098 |

## Geringswalde, Stadt
| Bild                                    | Bezeichnung | Lage                  | Datierung                                   | Beschreibung | ID       |
| --------------------------------------- | --- | --------------------- | ------------------------------------------- | --- | -------- |
| Direkt Bild zu diesem Denkmal hochladen | Transformatorenhäuschen | Arras (Karte)         | um 1920 (Transformatorenstation)            | für die Gegend typisches Trafohäuschen, Beispiel für die Elektrifizierung Sachsens | 08955553 |
| Direkt Bild zu diesem Denkmal hochladen | Wegestein | Arras (Karte)         | 19. Jahrhundert (Wegestein)                 | verkehrsgeschichtlicher und ortsgeschichtlicher Wert | 08955559 |
| Direkt Bild zu diesem Denkmal hochladen | Transformatorenhäuschen | Dittmannsdorf (Karte) | um 1920 (Transformatorenstation)            | Zeugnis der Elektrifizierung Sachsens | 08955109 |
| Direkt Bild zu diesem Denkmal hochladen | Wohnhaus in Ecklage, ehemalige Lohgerberei                                                                                      | Geringswalde (Karte)  | vor 1800 (Wohnhaus)                         | in mehreren Bauetappen errichtetes Gebäude von großer städtebaulicher, stadtgeschichtlicher und baugeschichtlicher Bedeutung | 09236401 |
| Direkt Bild zu diesem Denkmal hochladen | Bahnhof Geringswalde; Eisenbahnstrecke Waldheim -Rochlitz                                                                       | Geringswalde (Karte)  | 1893 (Personenbahnhof); um 1900 (Bahnsteig) | Bahnhof mit Empfangsgebäude, Bahnsteigüberdachung und Wartehalle mit integriertem Stellwerk; zeittypisches, geschlossen erhaltenes Gebäudeensemble von stadtgeschichtlicher, verkehrsgeschichtlicher und städtebaulicher Bedeutung                                     | 09243496 |
| Weitere Bilder                          | Kursächsische Postmeilensäulen (Sachgesamtheit)                                                                                 | Geringswalde (Karte)  | 1727 (Postdistanzsäule)                     | Postmeilensäule; stark restaurierte Distanzsäule, verkehrsgeschichtlich von Bedeutung | 09236394 |
| Direkt Bild zu diesem Denkmal hochladen | Wegestein | Geringswalde (Karte)  |                                             | Wegweiser zwischen Geringswalde und Altgeringswalde, Denkmal der Verkehrsgeschichte | 09235725 |
| Direkt Bild zu diesem Denkmal hochladen | Königlich-Sächsische Meilensteine (Sachgesamtheit)                                                                              | Geringswalde (Karte)  | 2. Hälfte 19. Jahrhundert (Halbmeilenstein) | Meilenstein, um 1900 zum Kilometerstein umgearbeitet; verkehrsgeschichtlich von Bedeutung | 09236400 |
| Direkt Bild zu diesem Denkmal hochladen | Verwaltungsgebäude, Kopfbau der Produktionshalle (hintere Bereiche abgebrochen) und Einfriedung einer ehemaligen Werkzeugfabrik | Geringswalde (Karte)  |                                             | zeittypischer Industriekomplex von ortsgeschichtlichem Wert | 08955227 |
| Direkt Bild zu diesem Denkmal hochladen | Transformatorenhäuschen | Geringswalde (Karte)  | um 1920 (Transformatorenstation)            | qualitätvoll gestalteter Zweckbau, Zeugnis für Elektrifizierung des Ortes, technikgeschichtlich von Bedeutung | 09236215 |
| Direkt Bild zu diesem Denkmal hochladen | Grohmühle Geringswalde | Geringswalde (Karte)  | bezeichnet 1885 (Mühle)                     | Rest des ehemaligen Turmholländers; heute eingefügt in Gebäudekomplex des Arthur Groh Kraftfutterwerkes, einzige erhaltene Holländer-Windmühle im Landkreis, Ausgangspunkt des industriellen Mühlenkomplexes, technikgeschichtlich und ortsgeschichtlich von Bedeutung | 09236203 |
| Direkt Bild zu diesem Denkmal hochladen | Reichalda (ehem.) | Geringswalde (Karte)  | um 1900 (Fabrik)                            | Ehemalige Kosmetikfabrik „Reichalda“; zeittypischer, architektonisch qualitätvoller Fabrikbau in gutem Originalzustand | 09236241 |

## Großhartmannsdorf
| Bild                                    | Bezeichnung | Lage                      | Datierung | Beschreibung | ID       |
| --------------------------------------- | --- | ------------------------- | --- | --- | -------- |
| Weitere Bilder                          | Zethauer Kunstgraben; Helbigsdorfer Rösche; Revierwasserlaufanstalt (Sachgesamtheit)                                                        | Großhartmannsdorf (Karte) | ab 1564 (Kunstgraben) | Einzeldenkmale der Sachgesamtheit Revierwasserlaufanstalt: Zethauer Kunstgraben einschließlich aller Abschläge bzw. Schütze, Gewölbebrücken und Helbigsdorfer Rösche mitsamt Röschenmundloch (siehe Sachgesamtheitsliste-Obj. 08991218); landschaftsbildprägende Bestandteile eines umfangreichen Systems der bergmännischen Wasserwirtschaft zur Versorgung des Freiberger Bergbaus mit Aufschlagwasser, bergbaugeschichtlich und ortsgeschichtlich von besonderer Bedeutung | 09306186 |
|                                         | Kohlbach-Kunstgraben; Revierwasserlaufanstalt (Sachgesamtheit)                                                                              | Großhartmannsdorf (Karte) | 1556 (Kunstgraben) | Einzeldenkmale der Sachgesamtheit Revierwasserlaufanstalt: Kohlbach-Kunstgraben mit einem Schütz, mit allen zugehörigen Gewölbebrücken und Röschen sowie zwei Röschenmundlöcher (siehe Sachgesamtheitsliste-Obj. 08991218); künstlich und überwiegend obertägig angelegter Kunstgraben zwischen dem Oberen Großhartmannsdorfer Teich und dem Gelobt Lander Teich, landschaftsbildprägende Bestandteile eines umfangreichen Systems der bergmännischen Wasserwirtschaft zur Versorgung des Freiberger Bergbaus mit Aufschlagwasser, bergbaugeschichtlich und ortsgeschichtlich von besonderer Bedeutung | 09304684 |
| Weitere Bilder                          | Mittlerer Großhartmannsdorfer Teich; Revierwasserlaufanstalt (Sachgesamtheit)                                                               | Großhartmannsdorf (Karte) | 1726–1732 (Teich) | Einzeldenkmale der Sachgesamtheit Revierwasserlaufanstalt: Verbindungsgraben, Kunstteich einschließlich Teichdamm, Überlauf, zugehöriger Fußgängerbrücke, Flutentlastungsrösche, Striegelhaus mit Grundablass, zugehörigem Mundloch und anschließendem Abzugsgraben sowie vier Grenzsteine (siehe Sachgesamtheitsliste-Obj. 08991218); landschaftsbildprägende Bestandteile eines umfangreichen Systems der bergmännischen Wasserwirtschaft zur Versorgung des Freiberger Bergbaus mit Aufschlagwasser, bergbaugeschichtlich und ortsgeschichtlich von besonderer Bedeutung | 09306320 |
| Weitere Bilder                          | Oberer Großhartmannsdorfer Teich; Mittelsaidaer Rösche; Kohlbach-Kunstgraben; Revierwasserlaufanstalt (Sachgesamtheit)                      | Großhartmannsdorf (Karte) | 1591–1593 (Teich); 1599–1607 (Rösche); ab 1556 (Kunstgraben) | Einzeldenkmale der Sachgesamtheit Revierwasserlaufanstalt: Teilstück der Mittelsaidaer Rösche einschließlich Mundloch, Kunstteich einschließlich Einlaufkanal, Teichdamm, zweier Striegelhäuser und Überlauf mit Abzugsgraben der Obermühle sowie Teilstück des Kohlbach-Kunstgrabens mit Dorfbachschütz und Grenzstein (siehe Sachgesamtheitsliste-Obj. 08991218); landschaftsbildprägende Bestandteile eines umfangreichen Systems der bergmännischen Wasserwirtschaft zur Versorgung des Freiberger Bergbaus mit Aufschlagwasser, bergbaugeschichtlich und ortsgeschichtlich von besonderer Bedeutung | 09306321 |
| Direkt Bild zu diesem Denkmal hochladen | Obermühle | Großhartmannsdorf (Karte) | um 1930 (Plansichter); um 1935 (Walzenstuhl); 1892 (Francis-Schachtturbine) | Mühle und Mühlentechnik; ortshistorische und technikgeschichtliche Bedeutung | 08991154 |
| Direkt Bild zu diesem Denkmal hochladen | Ölmühle | Großhartmannsdorf (Karte) | 18. Jahrhundert (Mühle); 2. Hälfte 19. Jahrhundert (Scheune); um 1800 (Seitengebäude) | Mühlenwohnhaus, Scheune und Seitengebäude eines Mühlenanwesens; in ihrer Struktur erhaltene Hofanlage, Relikt der alten Ortsanlage, baugeschichtlich, ortsgeschichtlich und technikgeschichtlich von Bedeutung | 08991159 |
| Weitere Bilder                          | Bahnhof Großhartmannsdorf; Eisenbahnstrecke Berthelsdorf – Großhartmannsdorf mit Abzw Brand – Langenau                                      | Großhartmannsdorf (Karte) | um 1900 (Empfangsgebäude) | Empfangsgebäude, Güterabfertigungsgebäude und Nebengebäude des Bahnhofs; Backsteinbauten kombiniert mit verbretterten Zonen, eisenbahngeschichtlich, ortsgeschichtlich und straßenbildprägend von Bedeutung | 08991187 |
| Direkt Bild zu diesem Denkmal hochladen | Umspannstelle Neuwaltersdorf | Großhartmannsdorf (Karte) | 1953 (Transformatorenstation) | Transformatorenturm; in den frühen 1950er Jahren erbaut, eventuell Serienbauwerk des VVB Energiebezirk Ost, von regional- und versorgungsgeschichtlicher sowie technik- und baugeschichtlicher Bedeutung | 08991143 |
| Direkt Bild zu diesem Denkmal hochladen | Hydrant | Großhartmannsdorf (Karte) | Anfang 20. Jahrhundert (Hydrant) | technikgeschichtlich von Bedeutung | 08991175 |
|                                         | Revierwasserlaufanstalt (Sachgesamtheit) | Großhartmannsdorf (Karte) | 16.–18. Jahrhundert (Bergbauanlage) | Sachgesamtheit Revierwasserlaufanstalt, umfangreiches bergbauwasserwirtschaftliches System bestehend aus Kunstteichen einschließlich der zugehörigen baulichen und technischen Anlagen, Kunstgräben einschließlich aller Schütze, Abschläge und Gewölbebrücken, Röschen einschließlich ihrer Mundlöcher, Stolln sowie zugehörige Halden, Markierungsund Grenzsteine in den Gemeinden Brand-Erbisdorf, Stadt (OT Brand-Erbisdorf, siehe auch die Sachgesamtheitsbestandteilliste-Obj. 09306334), Freiberg, Stadt (OT Zug, siehe auch die Sachgesamtheitsbestandteilliste-Obj. 09306330), Großhartmannsdorf (OT Großhartmannsdorf, Mittelsaida, Obersaida, siehe auch die Sachgesamtheitsbestandteillisten-Obj. 08991218, 09305286, 09305289), Lichtenberg/Erzgeb. (OT Müdisdorf, Weigmannsdorf, siehe auch die Sachgesamtheitsbestandteillisten-Obj. 09305224, 09305223), Mulda/Sa. (OT Helbigsdorf, Zethau, siehe auch die Sachgesamtheitsbestandteillisten-Obj. 09306187, 09305335), Neuhausen/Erzgeb. (OT Cämmerswalde, Dittersbach, Neuhausen/Erzgeb., siehe auch die Sachgesamtheitsbestandteillisten-Obj. 09305367, 09305361, 09305356), Pfaffroda (OT Dittmannsdorf, Dörnthal, Haselbach, Pfaffroda, siehe auch die Sachgesamtheitsbestandteillisten-Obj. 09306333, 09306332, 09306331, 09206739), Sayda, Stadt (OT Sayda, Ullersdorf, siehe auch die Sachgesamtheitsbestandteillisten-Obj. 09304805, 09304806) und Weißenborn/Erzgeb. (OT Berthelsdorf/Erzgeb., siehe auch die Sachgesamtheitsbestandteilliste-Obj. 09306329), darunter im OT Großhartmannsdorf die Einzeldenkmale: Teilstück der Mittelsaidaer Rösche einschließlich Mundloch, Oberer Großhartmannsdorfer Teich einschließlich Einlaufkanal, Teichdamm, zweier Striegelhäuser und Überlauf mit Abzugsgraben der Obermühle sowie Teilstück des Kohlbach-Kunstgrabens mit Dorfbachschütz und Grenzstein (siehe Einzeldenkmalliste-Obj. 09306321), Kohlbach-Kunstgraben mit einem Schütz, mit allen zugehörigen Gewölbebrücken und Röschen sowie zwei Röschenmundlöcher (siehe Einzeldenkmalliste-Obj. 09304684), Verbindungsgraben, Mittlerer Großhartmannsdorfer Teich einschließlich Teichdamm, Überlauf, zugehöriger Fußgängerbrücke, Flutentlastungsrösche, Striegelhaus mit Grundablass, zugehörigem Mundloch und anschließendem Abzugsgraben sowie vier Grenzsteine (siehe Einzeldenkmalliste-Obj. 09306320), Teichhaus, Unterer Großhartmannsdorfer Teich einschließlich Teichdamm, Mühlenstriegel mit Mühlenrösche, Grundablassstriegel mit Abzugsrösche, Überlauf mit Schützanlage und Fußgängerbrücke, Turbinenstriegel mit Turbinenrösche, Altem Rundstriegel und Fischhälter sowie Teilstück des Müdisdorfer Kunstgrabens und Fischteich (siehe Einzeldenkmalliste-Obj. 09306198), Niedere Teichmühle mit Müh- | 08991218 |
| Direkt Bild zu diesem Denkmal hochladen | Straßenbrücke über den Großhartmannsdorfer Bach                                                                                             | Großhartmannsdorf (Karte) | bezeichnet 1818 (Straßenbrücke) | Bogenbrücke aus Naturstein, verkehrsgeschichtlich von Bedeutung | 08991179 |
| Weitere Bilder                          | Unterer Großhartmannsdorfer Teich; Laichteich; Müdisdorfer Kunstgraben; Revierwasserlaufanstalt (Sachgesamtheit)                            | Großhartmannsdorf (Karte) | 1524 Ersterwähnung (Teich); 1692 (Teichhaus); bezeichnet 1892 (Fußgängerbrücke) | Einzeldenkmale der Sachgesamtheit Revierwasserlaufanstalt: Teichhaus, Kunstteich einschließlich Teichdamm, Mühlenstriegel mit Mühlenrösche, Grundablassstriegel mit Abzugsrösche, Überlauf mit Schützanlage und Fußgängerbrücke, Turbinenstriegel mit Turbinenrösche, Altem Rundstriegel und Fischhälter sowie Teilstück des Müdisdorfer Kunstgrabens und Fischteich (siehe Sachgesamtheitsliste-Obj. 08991218); landschaftsbildprägende Bestandteile eines umfangreichen Systems der bergmännischen Wasserwirtschaft zur Versorgung des Freiberger Bergbaus mit Aufschlagwasser, bergbaugeschichtlich und ortsgeschichtlich von besonderer Bedeutung, zudem Zeugnisse der lokalen Fischwirtschaft | 09306198 |
| Direkt Bild zu diesem Denkmal hochladen | Hydrant | Großhartmannsdorf (Karte) | Anfang 20. Jahrhundert (Hydrant) | technikgeschichtlich von Bedeutung | 08991194 |
| Direkt Bild zu diesem Denkmal hochladen | Hydrant | Großhartmannsdorf (Karte) | nach 1900 (Hydrant) | technikgeschichtlich von Bedeutung | 08991183 |
| Weitere Bilder                          | Niedere Teichmühle; Revierwasserlaufanstalt (Sachgesamtheit)                                                                                | Großhartmannsdorf (Karte) | 2. Hälfte 19. Jahrhundert, Kern älter (Mühle) | Einzeldenkmale der Sachgesamtheit Revierwasserlaufanstalt: Mühlenwohnhaus, Seitengebäude (Mühlengebäude) und Mühlgraben (Kunstgraben) einschließlich Uferstützmauern und Gewölbebrücken (siehe Sachgesamtheitsliste-Obj. 08991218); bildprägendes Ensemble am Unteren Großhartmannsdorfer Teich, im Kontext der Revierwasserlaufanstalt stehend, von technikgeschichtlicher, bergbaugeschichtlicher und ortshistorischer Bedeutung | 08991180 |
| Weitere Bilder                          | Haselbacher Rösche; Unterer Dörnthaler Kunstgraben; Obersaidaer Kunstgraben; Mittelsaidaer Rösche; Revierwasserlaufanstalt (Sachgesamtheit) | Mittelsaida (Karte)       | 1606–1607 (Kunstgraben); 1603–1607, Mittelsaidaer Rösche (Rösche); 1786–1796, Haselbacher Rösche (Rösche)                                                                                                   | Einzeldenkmale der Sachgesamtheit Revierwasserlaufanstalt: Haselbacher Rösche mit Mundloch, Teilstück des Unteren Dörnthaler Kunstgrabens einschließlich aller Gewölbebrücken, Teilstück des Obersaidaer Kunstgrabens mit Schütz, Abschlag und allen Gewölbebrücken, Teilstück der Mittelsaidaer Rösche (siehe Sachgesamtheitsliste-Obj. 09305286); landschaftsbildprägende Bestandteile eines umfangreichen Systems der bergmännischen Wasserwirtschaft zur Versorgung des Freiberger Bergbaus mit Aufschlagwasser, bergbaugeschichtlich und ortsgeschichtlich von besonderer Bedeutung | 08991216 |
| Direkt Bild zu diesem Denkmal hochladen | Obere Lichtlochhalde; Revierwasserlaufanstalt (Sachgesamtheit)                                                                              | Mittelsaida (Karte)       | 1603–1607 (Halde) | Einzeldenkmal der Sachgesamtheit Revierwasserlaufanstalt: Halde (siehe Sachgesamtheitsliste-Obj. 09305286); Zeugnis der Auffahrung der Mittelsaidaer Rösche, markiert obertägig sichtbar den Verlauf dieser Rösche, landschaftsbildprägendes Bestandteil eines umfangreichen Systems der bergmännischen Wasserwirtschaft zur Versorgung des Freiberger Bergbaus mit Aufschlagwasser, bergbaugeschichtlich und ortsgeschichtlich von besonderer Bedeutung | 08991215 |
| Direkt Bild zu diesem Denkmal hochladen | Untere Lichtlochhalde; Revierwasserlaufanstalt (Sachgesamtheit)                                                                             | Mittelsaida (Karte)       | 1603–1607 (Halde) | Einzeldenkmal der Sachgesamtheit Revierwasserlaufanstalt: Halde (siehe Sachgesamtheitsliste-Obj. 09305286); Zeugnis der Auffahrung der Mittelsaidaer Rösche, markiert obertägig sichtbar den Verlauf dieser Rösche, landschaftsbildprägendes Bestandteil eines umfangreichen Systems der bergmännischen Wasserwirtschaft zur Versorgung des Freiberger Bergbaus mit Aufschlagwasser, bergbaugeschichtlich und ortsgeschichtlich von besonderer Bedeutung | 08991214 |
| Direkt Bild zu diesem Denkmal hochladen | Revierwasserlaufanstalt (Sachgesamtheit) | Mittelsaida (Karte)       | 16.–18. Jahrhundert (Bergbauanlagenteil) | Sachgesamtheitsbestandteil der Revierwasserlaufanstalt im Ortsteil Mittelsaida mit den Einzeldenkmalen: Haselbacher Rösche mit Mundloch, Teilstück des Unteren Dörnthaler Kunstgrabens einschließlich aller Gewölbebrücken, Teilstück des Obersaidaer Kunstgrabens mit Schütz, Abschlag und allen Gewölbebrücken, Teilstück der Mittelsaidaer Rösche (siehe Einzeldenkmalliste-Obj. 08991216), Untere Lichtlochhalde (siehe Einzeldenkmalliste-Obj. 08991214) sowie Obere Lichtlochhalde (siehe Einzeldenkmalliste-Obj. 08991215); landschaftsbildprägende Bestandteile eines umfangreichen Systems der bergmännischen Wasserwirtschaft zur Versorgung des Freiberger Bergbaus mit Aufschlagwasser, bergbaugeschichtlich und ortsgeschichtlich von besonderer Bedeutung (siehe auch die Sachgesamtheitsliste-Obj. 08991218, Großhartmannsdorf, Zehntel -) | 09305286 |
| Direkt Bild zu diesem Denkmal hochladen | Fabrik und Schornstein | Niedersaida (Karte)       | um 1900 (Fabrikgebäude) | lang gestreckter Baukörper mit intaktem Wand-Öffnungs-Verhältnis, ortshistorische Bedeutung | 08991135 |
| Weitere Bilder                          | Obersaidaer Teich; Unterer Dörnthaler Kunstgraben; Obersaidaer Kunstgraben; Mittelsaidaer Rösche; Revierwasserlaufanstalt (Sachgesamtheit)  | Obersaida (Karte)         | 1727–1728 (Teich); 1603–1607, Obersaidaer Kunstgraben (Kunstgraben); 1606–1607, Unterer Dörnthaler Kunstgraben (Kunstgraben); 1603–1607, Mittelsaidaer Rösche (Rösche); 1606–1607, Käpplers Rösche (Rösche) | Einzeldenkmale der Sachgesamtheit Revierwasserlaufanstalt: Kunstteich einschließlich Teichdamm, Überlauf mit Fluterhaus und Flutrinne, Striegelhaus mit Grundablass und zugehörigem Mundloch, Teilstück des Unteren Dörnthaler Kunstgrabens mit Rösche und allen Gewölbebrücken, Teilstück des Obersaidaer Kunstgrabens mit Schütz, Abschlag und allen Gewölbebrücken sowie Teilstück der Mittelsaidaer Rösche (siehe Sachgesamtheitsliste-Obj. 09305289); landschaftsbildprägende Bestandteile eines umfangreichen Systems der bergmännischen Wasserwirtschaft zur Versorgung des Freiberger Bergbaus mit Aufschlagwasser, bergbaugeschichtlich und ortsgeschichtlich von besonderer Bedeutung | 08991217 |
|                                         | Revierwasserlaufanstalt (Sachgesamtheit) | Obersaida (Karte)         | 16.–18. Jahrhundert (Bergbauanlagenteil) | Sachgesamtheitsbestandteil der Revierwasserlaufanstalt im Ortsteil Obersaida mit den Einzeldenkmalen: Obersaidaer Teich einschließlich Teichdamm, Überlauf mit Fluterhaus und Flutrinne, Striegelhaus mit Grundablass und zugehörigem Mundloch, Teilstück des Unteren Dörnthaler Kunstgrabens mit Rösche und allen Gewölbebrücken, Teilstück des Obersaidaer Kunstgrabens mit Schütz, Abschlag und allen Gewölbebrücken sowie Teilstück der Mittelsaidaer Rösche (siehe Einzeldenkmalliste-Obj. 08991217) sowie Markierungsstein (siehe Einzeldenkmalliste-Obj. 08991139); landschaftsbildprägende Bestandteile eines umfangreichen Systems der bergmännischen Wasserwirtschaft zur Versorgung des Freiberger Bergbaus mit Aufschlagwasser, bergbaugeschichtlich und ortsgeschichtlich von besonderer Bedeutung (siehe auch die Sachgesamtheitsliste-Obj. 08991218, Großhartmannsdorf, Zehntel -) | 09305289 |
|                                         | Markierungsstein; Revierwasserlaufanstalt (Sachgesamtheit)                                                                                  | Obersaida (Karte)         | 17. Jahrhundert (Grenzstein) | Einzeldenkmal der Sachgesamtheit Revierwasserlaufanstalt: Grenzstein (siehe Sachgesamtheitsliste-Obj. 09305289); Markierungsstein, Zeugnis der Auffahrung der Mittelsaidaer Rösche, markierte den Verlauf dieser Rösche über Tage, Bestandteil eines umfangreichen Systems der bergmännischen Wasserwirtschaft zur Versorgung des Freiberger Bergbaus mit Aufschlagwasser, bergbaugeschichtlich und vermessungsgeschichtlich von besonderer Bedeutung | 08991139 |
| Weitere Bilder                          | Königlich-Sächsische Meilensteine (Sachgesamtheit)                                                                                          | Obersaida (Karte)         | nach 1858 (Halbmeilenstein) | Meilenstein; Halbmeilenstein, verkehrsgeschichtlich von Bedeutung | 08991138 |
| Weitere Bilder                          | Königlich-Sächsische Meilensteine (Sachgesamtheit)                                                                                          | Obersaida (Karte)         | nach 1858 (Halbmeilenstein) | Meilenstein; Halbmeilenstein, verkehrsgeschichtliche Bedeutung | 08991137 |
| Direkt Bild zu diesem Denkmal hochladen | Königlich-Sächsische Meilensteine (Sachgesamtheit)                                                                                          | Obersaida (Karte)         | nach 1858 (Halbmeilenstein) | Meilenstein; Halbmeilenstein, verkehrs- und vermessungsgeschichtlich von Bedeutung | 08991102 |
| Weitere Bilder                          | Wegestein | Obersaida (Karte)         | vermutlich 1836 mit Anlage der Straße (Wegestein) | verkehrsgeschichtlich von Bedeutung | 08991101 |

## Großschirma, Stadt
| Bild                                    | Bezeichnung | Lage                    | Datierung | Beschreibung | ID       |
| --------------------------------------- | --- | ----------------------- | --- | --- | -------- |
| Direkt Bild zu diesem Denkmal hochladen | Münzbachrösche; Obere Churprinzer Wasserversorgung; Grube Churprinz Friedrich August Erbstolln (Sachgesamtheit)                       | Großschirma (Karte)     | 1833 (Rösche) | Einzeldenkmale der Sachgesamtheit Grube Churprinz Friedrich August Erbstolln: Rösche einschließlich zweier Mundlöcher (siehe Sachgesamtheitsliste -Obj. 09305135, Am Pappenwerk 1); Bestandteil der oberen Wasserversorgung der Grube Churprinz, bergbaugeschichtlich von Bedeutung | 08991705 |
| Direkt Bild zu diesem Denkmal hochladen | Grube Churprinz Friedrich August Erbstolln (Sachgesamtheit)                                                                           | Großschirma (Karte)     | 18./19. Jahrhundert (Bergbauanlagenteil); um 1870 (Kessel-, Maschinen- und Treibehaus Consta); um 1800 (Pulverturm); 18. Jahrhundert (Schreiberschacht); 18./19. Jahrhundert (Mittelschlächtiger Kunstschacht) | Einzeldenkmale der Sachgesamtheit Grube Churprinz Friedrich August Erbstolln: Zechenteich mit Teichdamm, Striegelhaus und Mundloch, Oberer Churprinzer Kunstgraben einschließlich Aufschlagrösche zur Radstube des Schreiberschachtes, Schreiberschacht mit Radstube und Halde, Kessel-, Maschinen- und Treibehaus des Constantinschachts, Unterer Wächter, Mittelschlächtiger Kunstschacht mit Radstube einschließlich Kunstrad, Kanalrösche des Bergwerkskanals zur Radstube des Mittelschlächtigen Kunstschachtes einschließlich zweier Mundlöcher, Wäschenrösche einschließlich Mundloch, Pulverturm auf kleiner Halde, alle Stützund Einfriedungsmauern sowie die Halde des Wittigschachts, die Halde des Jehmlichschachts, das Mundloch des Vulkanus Stolln, das Mundloch des Anna Stolln und das Mundloch des Schwarzer Mittag Stolln (siehe Sachgesamtheitsliste -Obj. 09305135, gleiche Anschrift); Zeugnisse der Grube „Churprinz Friedrich August Erbstolln“, verkürzend „Churprinz“ genannt, von 1707 bis zu ihrer Stilllegung 1900 im Staatsbesitz, nicht nur in Bezug auf Fördermengen, sondern auch in Bezug auf Betriebsgröße und baulichmaschinelle Ausstattung eine der wichtigsten Gruben des Freiberger Reviers, umfangreich erhaltenes Ensemble an bergbaulichen Anlagen von besonderer bergbaugeschichtlicher und technikgeschichtlicher Bedeutung, einzelne Bestandteile auch singulär, Ensemble zudem von orts- und landschaftsbildprägender Wirkung | 08991702 |
| Direkt Bild zu diesem Denkmal hochladen | Churprinzer Bergwerkskanal; Christbescherunger Bergwerkskanal; Bergwerkskanal (Sachgesamtheit)                                        | Großschirma (Karte)     | 1788–1789 (Bergbauanlage) | Sachgesamtheitsbestandteil der Sachgesamtheit Bergwerkskanal, bestehend aus den Churprinzer und Christbescherunger Bergwerkskanälen einschließlich aller Röschen, Mundlöcher, Abschläge, einer Schleusenanlage, zwei Kahnhebehäusern und einem Wehr in den Gemeinden Halsbrücke und Großschirma (siehe Sachgesamtheitsliste -Obj. 09305137) mit folgenden Einzeldenkmalen in der Gemeinde Großschirma: Bergwerkskanal, Schleusenanlage und Wehr mit zugehöriger Uferbefestigung (siehe Einzeldenkmalliste -Obj. 08991638), Bergwerkskanal mit Rösche einschließlich Mundloch (siehe Einzeldenkmalliste -Obj. 09305136), Einzeldenkmale der Sachgesamtheit Bergwerkskanal: Bergwerkskanal einschließlich Rösche und Kanalbrücke (siehe Einzeldenkmalliste -Obj. 09306315), Bergwerkskanal einschließlich Rösche, Kahnhebehaus sowie Zinnerzwäsche (siehe Einzeldenkmalliste -Obj. 08991671); Kunstgrabensystem zur Herbeiführung von Aufschlagwasser für die Gruben Churprinz Friedrich August Erbstolln bei Großschirma und Christbescherung Erbstolln bei Großvoigtsberg sowie zum Transport von Erzen aus beiden Gruben zur Halsbrückner Hütte mittels getreidelter Kähne, Bergwerkskanäle einschließlich ihrer Röschen, einer erhaltenen Schleusenanlage und den Resten zweier Kahnhebehäuser wichtige Zeugnisse der wasserbaulichen Innovationsund Leistungsfähigkeit des sächsischen Erzbergbaus, landschaftsgestaltende technische Denkmale von besonderer bergbaugeschichtlicher Bedeutung und von nationalem Rang | 09305134 |
| Direkt Bild zu diesem Denkmal hochladen | Grube Churprinz Friedrich August Erbstolln (Sachgesamtheit)                                                                           | Großschirma (Karte)     | 18./19. Jahrhundert (Bergbauanlage) | Sachgesamtheit Grube Churprinz Friedrich August Erbstolln, bestehend aus Grubenund Tagegebäuden, wasserbaulichen Anlagen sowie Halden mit folgenden Einzeldenkmalen: Huthaus, Bergschmiede und Nebengebäude (siehe Einzeldenkmalliste -Obj. 08991701, Am Pappenwerk 3), Beamtenwohnhaus (siehe Einzeldenkmalliste -Obj. 08991700, Am Pappenwerk 2), Zechenteich mit Teichdamm, Striegelhaus und Mundloch, Oberer Churprinzer Kunstgraben einschließlich Aufschlagrösche zur Radstube des Schreiberschachtes, Schreiberschacht mit Radstube und Halde, Kessel-, Maschinen- und Treibehaus des Constantinschachts, Unterer Wächter, Mittelschlächtiger Kunstschacht mit Radstube einschließlich Kunstrad, Kanalrösche des Bergwerkskanals zur Radstube des Mittelschlächtigen Kunstschachtes einschließlich zweier Mundlöcher, Wäschenrösche einschließlich Mundloch, Pulverturm auf kleiner Halde, alle Stützund Einfriedungsmauern sowie die Halde des Wittigschachts, die Halde des Jehmlichschachts, das Mundloch des Vulkanus Stolln, das Mundloch des Anna Stolln und das Mundloch des Schwarzer Mittag Stolln (siehe Einzeldenkmalliste -Obj. 08991702, Am Pappenwerk 1), Münzbachrösche einschließlich zweier Mundlöcher (siehe Einzeldenkmalliste -Obj. 08991705); Zeugnisse der Grube „Churprinz Friedrich August Erbstolln“, verkürzend „Churprinz“ genannt, von 1707 bis zu ihrer Stilllegung 1900 im Staatsbesitz, nicht nur in Bezug auf Fördermengen, sondern auch in Bezug auf Betriebsgröße und baulichmaschinelle Ausstattung eine der wichtigsten Gruben des Freiberger Reviers, umfangreich erhaltenes Ensemble an bergbaulichen Anlagen von besonderer bergbaugeschichtlicher und technikgeschichtlicher Bedeutung, einzelne Bestandteile auch singulär, Ensemble zudem von orts- und landschaftsbildprägender Wirkung | 09305135 |
| Direkt Bild zu diesem Denkmal hochladen | Churprinzer Bergwerkskanal; Bergwerkskanal (Sachgesamtheit)                                                                           | Großschirma (Karte)     | 1788–1789 (Kunstgraben); 1822–1823 (Rösche) | Einzeldenkmale der Sachgesamtheit Bergwerkskanal: Bergwerkskanal mit Rösche einschließlich Mundloch (siehe Sachgesamtheitsliste -Obj. 09305134, Am Pappenwerk 1); Kunstgraben zur Herbeiführung von Aufschlagwasser für die Grube Churprinz Friedrich August Erbstolln bei Großschirma sowie zum Transport von Erzen aus der Grube zur Halsbrückner Hütte mittels getreidelter Kähne, Churprinzer und Christbescherunger Bergwerkskanal einschließlich ihrer Röschen, einer erhaltenen Schleusenanlage und den Resten zweier Kahnhebehäuser wichtige Zeugnisse der wasserbaulichen Innovationsund Leistungsfähigkeit des sächsischen Erzbergbaus, landschaftsgestaltende technische Denkmale von besonderer bergbaugeschichtlicher Bedeutung und von nationalem Rang | 09305136 |
| Direkt Bild zu diesem Denkmal hochladen | Huthaus Churprinz | Großschirma (Karte)     | im Kern um 1710 (Huthaus); Anf. 17. Jahrhundert (Bergschmiede) | Einzeldenkmale der Sachgesamtheit Grube Churprinz Friedrich August Erbstolln: Huthaus, Bergschmiede und Nebengebäude (siehe Sachgesamtheitsliste -Obj. 09305135, Am Pappenwerk 1); Huthaus stattlicher Baukörper mit Fachwerk-Obergeschoss und Dachreiter, sachsenweit eines der am repräsentativsten gestalteten Huthäuser, bergbaugeschichtlich und baugeschichtlich von Bedeutung | 08991701 |
| Direkt Bild zu diesem Denkmal hochladen | Christbescherunger Bergwerkskanal; Bergwerkskanal (Sachgesamtheit)                                                                    | Großschirma (Karte)     | 1790–1792 (Kunstgraben) | Einzeldenkmale der Sachgesamtheit Bergwerkskanal: Bergwerkskanal einschließlich Rösche und Kanalbrücke (siehe Sachgesamtheitsliste -Obj. 09305134, Am Pappenwerk 1); Kunstgraben zur Herbeiführung von Aufschlagwasser für die Grube Christbescherung Erbstolln bei Großvoigtsberg sowie zum Transport von Erzen aus der Grube zur Halsbrückner Hütte mittels getreidelter Kähne, Christbescherunger und Churprinzer Bergwerkskanal einschließlich ihrer Röschen, einer erhaltenen Schleusenanlage und den Resten zweier Kahnhebehäuser wichtige Zeugnisse der wasserbaulichen Innovationsund Leistungsfähigkeit des sächsischen Erzbergbaus, landschaftsgestaltende technische Denkmale von besonderer bergbaugeschichtlicher Bedeutung und von nationalem Rang | 09306315 |
| Weitere Bilder                          | Bahnhof Großschirma | Großschirma (Karte)     | um 1900 (Personenbahnhof) | Bahnhofsgebäude; gleicher Typenbau wie in Großvoigtsberg, Zeugnis der Entwicklung der Bahnstrecke, eisenbahngeschichtlich von Bedeutung | 08991748 |
| Direkt Bild zu diesem Denkmal hochladen | Grube Christbescherung | Großvoigtsberg (Karte)  | 18. Jahrhundert (Halde) | Halde und Grubenteich mit Rösche; Zeugnis des regionalen historischen Bergbaus, ortsgeschichtlich und heimatgeschichtlich von Bedeutung | 08991694 |
| Direkt Bild zu diesem Denkmal hochladen | Trafohäuschen; Überlandstromverband Freiberg (ehem.)                                                                                  | Großvoigtsberg (Karte)  | 1912 (Transformatorenstation) | Transformatorenhäuschen; außer Betrieb, aber in gutem Originalzustand, ortsbildprägendes Gebäude in Fachwerkbauweise, als Zeugnis der frühen Elektrifizierung des Freiberger Raumes von regional- und technikgeschichtlicher Bedeutung | 08991785 |
| Weitere Bilder                          | Christbescherunger Bergwerkskanal; Christbescherunger Kahnhebehaus; Grube Christbescherung Erbstolln; Bergwerkskanal (Sachgesamtheit) | Großvoigtsberg (Karte)  | bezeichnet 1872 (Erzwäsche); 1791–1792 (Kahnhebehaus); 1790–1792 (Kunstgraben) | Einzeldenkmale der Sachgesamtheit Bergwerkskanal: Bergwerkskanal einschließlich Rösche, Kahnhebehaus sowie Zinnerzwäsche (siehe Sachgesamtheitsliste -Obj. 09305134, Am Pappenwerk 1); Zinnerzwäsche gut proportionierter Putzbau mit Sandsteingewänden und originalen Details, Kunstgraben zur Herbeiführung von Aufschlagwasser für die Grube Christbescherung Erbstolln bei Großvoigtsberg sowie zum Transport von Erzen aus der Grube zur Halsbrückner Hütte mittels getreidelter Kähne, Kahnhebehaus Zeugnis für die Erweiterungspläne J. F. Mendes und technikgeschichtlich als Vorgängerbauwerk heutiger Schiffshebewerke von Relevanz, Christbescherunger und Churprinzer Bergwerkskanal einschließlich ihrer Röschen, einer erhaltenen Schleusenanlage und den Resten zweier Kahnhebehäuser wichtige Zeugnisse der wasserbaulichen Innovationsund Leistungsfähigkeit des sächsischen Erzbergbaus, landschaftsgestaltende technische Denkmale von besonderer bergbaugeschichtlicher Bedeutung und von nationalem Rang | 08991671 |
| Direkt Bild zu diesem Denkmal hochladen | Grube Christbescherung | Großvoigtsberg (Karte)  | 1. Hälfte 18. Jahrhundert (Mundloch) | Mundloch der Aufschlagrösche, Halde der Grube Christbescherung; bergbaugeschichtliche Bedeutung | 08991706 |
| Weitere Bilder                          | Bahnhof Großvoigtsberg (Sachgesamtheit)                                                                                               | Großvoigtsberg (Karte)  | 1872/1873 (Personenbahnhof) | Sachgesamtheit Bahnhof Großvoigtsberg: Einfahrtssignal, Telegrafenund Fernmeldeleitung, Weiche, Bahnmeistergrenzsäule, zwei Bahnübergänge, zwei Hebelspannwerke, Ausfahrtssignal, Fernsprechbude, kleines Holzhäuschen, Empfangsgebäude, Bahnhofsbrunnen, Signal- und Riegelkurbelwerk, Kleindieselrangierlok, zwei Güterwagen, Bahnhofstoilette, Fernsprechkasten, offener Schauer, Gleisanlagen im Bahnhofsbereich, ein Elektrant, Ladestraße und Rampe, Ladelehre, Güterschuppen, Telefonleitungsgestänge (alle Bestandteile der Sachgesamtheit sind Sachgesamtheitsteile); ortshistorische und eisenbahngeschichtliche Bedeutung | 08991822 |
| Direkt Bild zu diesem Denkmal hochladen | Grube Alte Hoffnung Gottes | Hohentanne              | 18. Jahrhundert (Kunstgraben); 18. Jahrhundert (Mundloch) | Teilstrecken eines Kunstgrabens, Teilabschnitt gleichzeitig Aufschlagrösche zur Grube „Alte Hoffnung Gottes“, und Mundlöcher; bergbaugeschichtliches Zeugnis der Region, s. auch Objekt Nr. 08991697 (OT Kleinvoigtsberg) u. 08992221 (OT Rothenfurth) | 08992220 |
| Direkt Bild zu diesem Denkmal hochladen | Transformatorenhaus (Gröbaer Station)                                                                                                 | Hohentanne (Karte)      | 1910/1912 (Transformatorenstation) | regionaler Typenbau in ursprünglichem Aussehen weitgehend wieder hergestellt, Zeugnis der Elektrifizierung des Ortes | 08991669 |
| Direkt Bild zu diesem Denkmal hochladen | Grube Alte Hoffnung Gottes | Kleinvoigtsberg (Karte) | 18. Jahrhundert (Kunstgraben); 18. Jahrhundert (Mundloch) | Teilstrecken eines Kunstgrabens, Teilabschnitt gleichzeitig Aufschlagrösche zur Grube „Alte Hoffnung Gottes“ mitsamt Mundloch, sowie Kunstgraben zur ehem. Erzwäsche der Fundgrube Gesegnete Bergmanns Hoffnung mitsamt Rösche einschließlich Mundlöchern; bergbaugeschichtliches Zeugnis der Region, s. auch Objekt Nr. 08992220 (OT Hohentanne) u.08992221 (OT Rothenfurth) u. 09201256 (OT Obergruna) | 08991697 |
| Direkt Bild zu diesem Denkmal hochladen | Halde des Burkhardtschachtes; Grube Alte Hoffnung Gottes                                                                              | Kleinvoigtsberg (Karte) | 18. Jahrhundert (Halde) | Halde; Zeugnis des historischen Bergbaus im nördlichen Freiberger Revier, von ortsgeschichtlicher und bergbaugeschichtlicher sowie von landschaftsprägender Bedeutung | 08991696 |
| Direkt Bild zu diesem Denkmal hochladen | Halde des Neuglückschachtes; Grube Alte Hoffnung Gottes                                                                               | Kleinvoigtsberg (Karte) | 1883 (Schachtabteufung) | Halde; Zeugnis des historischen Bergbaus im nördlichen Freiberger Revier, von ortsgeschichtlicher und bergbaugeschichtlicher sowie von landschaftsprägender Bedeutung | 08991695 |
| Direkt Bild zu diesem Denkmal hochladen | Grube Christbescherung | Kleinvoigtsberg (Karte) | 18. Jahrhundert (Mundloch) | Mundloch der Aufschlagrösche Christbescherung; bergbaugeschichtlich von Bedeutung | 08991709 |
| Direkt Bild zu diesem Denkmal hochladen | Einigkeiter Kunstund Treibeschacht; Grube Alte Hoffnung Gottes                                                                        | Kleinvoigtsberg (Karte) | ab 2. Hälfte 18. Jahrhundert (Bergbau); 1789/90 (Treibehaus); 1955 (Kesselund Maschinenhaus); um 1790 (Radstube); um 1790 (Kunstrad)                                                                           | Treibehaus mit Seilscheibenstuhl, Schornstein, Halde, Haldenstützmauern und Untertageanlagen (die Schachtaufsattelung, zwei Radstuben sowie ein Kunstrad); wichtiges, singuläres Zeugnis der Bergbaugeschichte des nördlichen Freiberger Reviers, von ortsgeschichtlicher, bergbaugeschichtlicher und ortsbildprägender Bedeutung | 08991693 |
| Direkt Bild zu diesem Denkmal hochladen | Alte Wäsche; Grube Alte Hoffnung Gottes                                                                                               | Kleinvoigtsberg (Karte) | 1855 (Erzwäsche); um 1850 (Scheidebank); 1789 (erstes Mundloch); 1848 (zweites Mundloch) | Erzwäsche, Mauerreste der Scheidebank, Trockenmauern mit Erzrolle, Mundlöcher der Aufschlagrösche; Zeugnisse der Bergbaugeschichte im nördlichen Freiberger Revier und insbesondere auch der Erzaufbereitung der Grube Alte Hoffnung Gottes | 08991698 |
| Direkt Bild zu diesem Denkmal hochladen | Caspar Treibeschacht; Grube Alte Hoffnung Gottes                                                                                      | Kleinvoigtsberg (Karte) | 1773 (Bergschmiede); 2. Hälfte 18. Jahrhundert (Pulverhaus) | Bergschmiede, Pulverhaus und Halde; Zeugnisse des historischen Bergbaus im nördlichen Freiberger Revier, von orts- und bergbaugeschichtlicher sowie von ortsbildprägender Bedeutung | 08991692 |
| Direkt Bild zu diesem Denkmal hochladen | Huthaus; Grube Alte Hoffnung Gottes                                                                                                   | Kleinvoigtsberg (Karte) | 1769 (Huthaus); 2. Hälfte 18. Jahrhundert (Scheune) | Huthaus und Scheune; von ortsgeschichtlicher und bergbaugeschichtlicher sowie von ortsbildprägender Bedeutung | 08991691 |
| Direkt Bild zu diesem Denkmal hochladen | Meridianstein; Grube Alte Hoffnung Gottes                                                                                             | Kleinvoigtsberg (Karte) | 2. Hälfte 19. Jahrhundert (Meridianstein) | Meridianstein der Grube Alte Hoffnung Gottes; vermessungstechnisches Zeugnis des Bergbaus mit Seltenheitswert | 08991699 |
| Weitere Bilder                          | Sachgesamtheit Königlich-Sächsische Triangulierung („Europäische Gradmessung im Königreich Sachsen“); Station 96 Obergruna            | Obergruna (Karte)       | bezeichnet 1869 (Triangulationssäule) | Triangulationssäule; Station 2. Ordnung, bedeutendes Zeugnis der Geodäsie des 19. Jahrhunderts, vermessungsgeschichtlich von Bedeutung | 09201212 |
| Direkt Bild zu diesem Denkmal hochladen | Schmalspurbahn Freital-Potschappel–Wilsdruff–Nossen                                                                                   | Obergruna (Karte)       | 1937 (Ersatzneubau) | Stahlfachwerkbrücke der ehemaligen Schmalspurbahn Freital-Potschappel–Wilsdruff–Nossen über die Freiberger Mulde (siehe auch Obj. 09304569, Gemeinde Reinsberg, OT Reinsberg, Muldenweg 1); als Zeugnis für den einstigen Verlauf der Schmalspurtrasse von verkehrsgeschichtlicher, ortsgeschichtlicher und ortsbildprägender Bedeutung. | 09304654 |
| Direkt Bild zu diesem Denkmal hochladen | Tiefe Hilfe Gottes Stolln; Gesegnete Bergmanns Hoffnung Fundgrube (Sachgesamtheit)                                                    | Obergruna (Karte)       | 1788, Verleihung an Gesegnete Bergmanns Hoffnung F (Bergbauanlagenteil) | Einzeldenkmale der Sachgesamtheit Gesegnete Bergmanns Hoffnung Fundgrube: Stolln mit Mundloch (siehe auch Sachgesamtheitsdokument Bergmannweg 5; 6; 8, 10 -Obj. 09201255); Bestandteil eines gut erhaltenen historischen Bergbauensembles, als bedeutendste Stollenanlage des Freiberger Nordreviers bergbaugeschichtlich von Bedeutung | 09300779 |
| Direkt Bild zu diesem Denkmal hochladen | Gesegnete Bergmanns Hoffnung Fundgrube (Sachgesamtheit)                                                                               | Obergruna               | Mitte 18. Jahrhundert bis Ende 19. Jahrhundert (Bergbauanlage) | Einzeldenkmale der Sachgesamtheit Gesegnete Bergmanns Hoffnung Fundgrube: Kunstgraben (siehe auch Sachgesamtheitsdokument Bergmannweg 5; 6; 8, 10 -Obj. 09201255); Bestandteil eines gut erhaltenen historischen Bergbauensembles, von bergbaugeschichtlicher, ortshistorischer sowie landschaftsbildprägender Bedeutung | 09201256 |
| Direkt Bild zu diesem Denkmal hochladen | Gesegnete Bergmanns Hoffnung Fundgrube (Sachgesamtheit)                                                                               | Obergruna (Karte)       | 1886 (Erzbrecher) | Sachgesamtheit Gesegnete Bergmanns Hoffnung Fundgrube: Bergbauanlagen im Ortsteil Obergruna mit den Einzeldenkmalen Kunstgraben und Rösche sowie zugehörige Mundlöcher (siehe Einzeldenkmaldokument Bergmannweg -Obj. 09201256), ehemalige Erzwäsche und spätere Pappenfabrik (siehe Einzeldenkmaldokument Bergmannweg 10 -Obj. 09201142), Treibehaus, Scheidebank, Kesselund Dampffördermaschinenhaus, Bethaus sowie Halde mit Haldenmauerung und Erzrolle (siehe Einzeldenkmaldokument Bergmannweg 5; 6; 8 -Obj. 09304228) und Tiefe Hilfe Gottes Stolln mit Mundloch (siehe Einzeldenkmaldokument An der Mühle -Obj. 09300779) sowie den Sachgesamtheitsteilen Halde des Steyer Schachts mit Haldenmauerung und Erzrolle, Erzbrecherhaus sowie untertägige Maschinenräume mit technischer Ausstattung; nördlichste große und im 19. Jahrhundert bedeutende Silbererzgrube des Freiberger Nordreviers mit einem umfangreich erhaltenen Bestand an baulichen und technischen Anlagen sowie an charakteristischen Bodenstrukturen der Bergbauaktivitäten aus dem 18. und 19. Jahrhundert, von bergbaugeschichtlicher, ortshistorischer sowie landschaftsbildprägender Bedeutung | 09201255 |
| Direkt Bild zu diesem Denkmal hochladen | Steyer Schacht; Gesegnete Bergmanns Hoffnung Fundgrube (Sachgesamtheit)                                                               | Obergruna (Karte)       | 1843/1844 (Treibehaus); 1843/1844 (Treibehaus); 1879 (Kesselund Maschinenhaus); 2. Hälfte 19. Jahrhundert (Bethaus)                                                                                            | Einzeldenkmale der Sachgesamtheit Gesegnete Bergmanns Hoffnung Fundgrube: Treibehaus, Scheidebank mit Steigerwohnungen, Kesselund Dampffördermaschinenhaus sowie Bethaus mit Verwalterwohnung (siehe auch Sachgesamtheitsdokument Bergmannweg 5; 6; 8, 10 -Obj. 09201255); gut erhaltenes historisches Bergbauensemble, als authentische Zeugnisse des Erzbergbaus im 18. und vor allem 19. Jahrhundert von bergbaugeschichtlicher, ortshistorischer sowie landschaftsbildprägender Bedeutung | 09304228 |
| Direkt Bild zu diesem Denkmal hochladen | Gesegnete Bergmanns Hoffnung Fundgrube (Sachgesamtheit)                                                                               | Obergruna               | Mitte 18. Jahrhundert bis Ende 19. Jahrhundert (Bergbauanlage); 1909, Umnutzung (Erzwäsche) | Einzeldenkmale der Sachgesamtheit Gesegnete Bergmanns Hoffnung Fundgrube: ehemalige Erzwäsche und spätere Pappenfabrik (siehe auch Sachgesamtheitsdokument Bergmannweg 5; 6; 8, 10 -Obj. 09201255); Bestandteil eines gut erhaltenen historischen Bergbauensembles, außergewöhnlich großer, sehr breit gelagerter Bau, bergbaugeschichtlich und industriegeschichtlich von Bedeutung | 09201142 |
| Direkt Bild zu diesem Denkmal hochladen | Maschinen- und Stahlbau Obergruna; Gießerei Münzner (ehem.)                                                                           | Obergruna (Karte)       | 1853/1860 (Gießerei) | Ehemalige Eisengießerei, Bürogebäude, Nebengebäude mit Uhrenturm und Tor der Gießerei Münzner; ehemaliger unterer Hammer des Obergrunaer Eisenhammerwerkes, ab 1836 Maschinenfabrik Familie Münzner, technisches Denkmal und ortshistorische Bedeutung | 09201140 |
| Direkt Bild zu diesem Denkmal hochladen | Fabrikantenvilla der Maschinenbaufabrik Münzner                                                                                       | Obergruna (Karte)       | bezeichnet 1836 (Fabrikantenvilla) | stattlicher Putzbau mit reicher Gliederung, baugeschichtlich und ortsgeschichtlich von Bedeutung | 09201139 |
| Direkt Bild zu diesem Denkmal hochladen | Trafohäuschen; Überlandstromverband Freiberg (ehem.)                                                                                  | Reichenbach (Karte)     | 1912/1913 (Transformatorenstation) | Transformatorenhäuschen; ortsbildprägendes Gebäude in Fachwerkbauweise, als Zeugnis der frühen Elektrifizierung des Freiberger Raumes von regionalgeschichtlicher und technikgeschichtlicher Bedeutung | 08991601 |
| Direkt Bild zu diesem Denkmal hochladen | Brücke über den Hirschgraben | Reichenbach (Karte)     | vermutl. 19. Jahrhundert (Straßenbrücke) | verkehrsgeschichtliche Bedeutung | 08991628 |
| Direkt Bild zu diesem Denkmal hochladen | Halde Gott mit uns; Halde St. Anna; Halde Sieben Brüder; Halde Altväter                                                               | Rothenfurth (Karte)     | 18. Jahrhundert (Halde) | Vier Halden; Reihung von Halden, bergbaugeschichtliche und heimatgeschichtliche Bedeutung | 08991710 |
| Direkt Bild zu diesem Denkmal hochladen | Grube Alte Hoffnung Gottes | Rothenfurth             | 18. Jahrhundert (Kunstgraben); 18. Jahrhundert (Mundloch) | Teilstrecken eines Kunstgrabens, Teilabschnitt gleichzeitig Aufschlagrösche zur Grube „Alte Hoffnung Gottes“, und Mundlöcher; bergbaugeschichtliches Zeugnis der Region, s. auch Objekt Nr. 08991697 (OT Kleinvoigtsberg) u. 08992220 (OT Hohentanne) | 08992221 |
| Weitere Bilder                          | Altväterbrücke | Rothenfurth (Karte)     | um 1570, Erbauung als Straßenbrücke (Aquädukt) | Ehemaliges Aquädukt über die Freiberger Mulde und den Churprinzer Bergwerkskanal; ein Teil der Brücke liegt in der Gemeinde Halsbrücke, OT Halsbrücke (Obj. 08985206), Zeugnis eines der bedeutendsten bergbauwasserwirtschaftlichen Anlagen im Halsbrücker Raum, dreibogige Steinbrücke, von großer ortshistorischer, verkehrshistorischer und bergbaugeschichtlicher Bedeutung, durch das hohe Alter baugeschichtlich wertvoll | 08991637 |
| Direkt Bild zu diesem Denkmal hochladen | Isaakbrücke | Rothenfurth (Karte)     | 19. Jahrhundert (Straßenbrücke) | Straßenbrücke mit Markierungsstein der Gemarkungsgrenze; ein Teil der Brücke liegt in der Gemeinde Halsbrücke, OT Halsbrücke, Am Hammerberg (Obj. 08985205), weit gespannte Sandsteinbogenbrücke, technikgeschichtliche und verkehrsgeschichtliche Bedeutung | 08991639 |
| Direkt Bild zu diesem Denkmal hochladen | Halde | Rothenfurth (Karte)     | 18. Jahrhundert (Halde) | Zeugnis der Bergbaugeschichte | 08991641 |
| Direkt Bild zu diesem Denkmal hochladen | Churprinzer Bergwerkskanal; Annaer Wäschwehr; Bergwerkskanal (Sachgesamtheit)                                                         | Rothenfurth (Karte)     | 1788–1789 (Kunstgraben); 1823 (Wehr); 18. Jahrhundert (Schleuse); 1. Hälfte 20. Jahrhundert (Schützen) | Einzeldenkmale der Sachgesamtheit Bergwerkskanal: Bergwerkskanal, Schleusenanlage und Wehr mit zugehöriger Uferbefestigung (siehe Sachgesamtheitsliste -Obj. 09305134, Am Pappenwerk 1); Uferbefestigung aus Bruchsteinmauerwerk, mit Gneisplatten abgedeckt, Kunstgraben zur Herbeiführung von Aufschlagwasser für die Grube Churprinz Friedrich August Erbstolln bei Großschirma sowie zum Transport von Erzen aus der Grube zur Halsbrückner Hütte mittels getreidelter Kähne, Churprinzer und Christbescherunger Bergwerkskanal einschließlich ihrer Röschen, einer erhaltenen Schleusenanlage der letzten von mehreren im Verlauf des Bergwerkskanals und den Resten zweier Kahnhebehäuser wichtige Zeugnisse der wasserbaulichen Innovationsund Leistungsfähigkeit des sächsischen Erzbergbaus, landschaftsgestaltende technische Denkmale von besonderer bergbaugeschichtlicher Bedeutung und von nationalem Rang | 08991638 |
| Direkt Bild zu diesem Denkmal hochladen | Ferdinandschacht; Grube Churprinz Friedrich August Erbstolln                                                                          | Rothenfurth (Karte)     | 19. Jahrhundert (Halde); 1950er-Jahre (Kesselund Maschinenhaus); 1950er-Jahre (Kaue); 1950er-Jahre (Nebengebäude)                                                                                              | Schachtgebäude, Maschinenhaus, Huthaus, Pförtnerhaus, Waschkaue, Nebengebäude und Halde der ehemaligen Schachtanlage; Zeugnis der letzten Phase der Bergbautätigkeit im Freiberger Land, bergbaugeschichtliche und regionalgeschichtliche Bedeutung | 08991642 |
| Direkt Bild zu diesem Denkmal hochladen | Brücke | Seifersdorf (Karte)     | bezeichnet 1818 (Straßenbrücke) | Zeugnis der verkehrsgeschichtlichen Entwicklung des Dorfes, baugeschichtlich und technikgeschichtlich von Bedeutung | 08991758 |
| Direkt Bild zu diesem Denkmal hochladen | Brücke | Seifersdorf (Karte)     | 1. Hälfte 19. Jahrhundert (Straßenbrücke) | baugeschichtlich und technikgeschichtlich von Bedeutung | 08991755 |
| Direkt Bild zu diesem Denkmal hochladen | Trafohäuschen; Überlandstromverband Freiberg (ehem.)                                                                                  | Seifersdorf (Karte)     | 1912 (Transformatorenstation) | Transformatorenhäuschen; außer Betrieb, aber in sehr gutem Zustand, ortsbildprägendes Gebäude in Fachwerkbauweise, als Zeugnis der frühen Elektrifizierung des Freiberger Raumes von regional- und technikgeschichtlicher Bedeutung | 08991754 |
| Direkt Bild zu diesem Denkmal hochladen | Brücke | Seifersdorf (Karte)     | 19. Jahrhundert (Straßenbrücke) | verkehrsgeschichtlich und technikgeschichtlich von Bedeutung | 08991749 |
| Direkt Bild zu diesem Denkmal hochladen | Brücke | Seifersdorf (Karte)     | 19. Jahrhundert (Straßenbrücke) | Zeugnis der verkehrstechnischen Entwicklung des Ortes, baugeschichtlich und technikgeschichtlich von Bedeutung | 08991767 |
| Direkt Bild zu diesem Denkmal hochladen | Börnermühle | Seifersdorf (Karte)     | bezeichnet 1841 (Mühle) | Mühlenwohnhaus mit technischer Ausstattung und Scheune; Gebäude mit Holzkonstruktion in exponierter Lage, baugeschichtlich, ortsgeschichtlich und technikgeschichtlich von Bedeutung | 08991781 |
| Direkt Bild zu diesem Denkmal hochladen | Bergbauhalde des ehemaligen Sohrschachtes                                                                                             | Siebenlehn (Karte)      | 18. Jahrhundert (Halde) | bergbaugeschichtlich von Bedeutung | 09201216 |
| Weitere Bilder                          | Wasserturm | Siebenlehn (Karte)      | Türsturz bezeichnet 1912 (Wasserturm) | Wasserturm; technikgeschichtlich und landschaftsprägend von Bedeutung, Baufirma Max Schwenke aus Dresden | 09201137 |

## Großweitzschen
| Bild           | Bezeichnung | Lage                    | Datierung                                                    | Beschreibung | ID       |
| -------------- | --- | ----------------------- | ------------------------------------------------------------ | --- | -------- |
| Weitere Bilder | Hochwehr Westewitz | Westewitz (Karte)       | 1920er-Jahre (Wehr)                                          | Wehr; von technikgeschichtlichem Wert, landschaftsprägende Anlage, singuläre Erscheinung | 09208803 |
|                | Brücke über den Gärtitzer Bach                                                                                                 | Döschütz (Karte)        | bez. 1877                                                    | Steinbogenbrücke, dokumentiert alte Dorfstruktur, baugeschichtlich von Bedeutung. bruchsteinerne Bogenbrücke über den Dorfbach, neues Geländer, neuer Straßenbelag, Schlussstein (bachabwärts) mit Datierung. | 09208781 |
|                | Herrenhaus eines Bauerngutes                                                                                                   | Gadewitz (Karte)        | bezeichnet 1824 (Herrenhaus)                                 | herrschaftliches Wohnhaus von ortsgeschichtlicher und baugeschichtlicher Bedeutung, markanter Bau im Landschaftsbild                                                                                          | 09208806 |
|                | Wegestein | Kleinweitzschen (Karte) | vermutlich 2. H. 19. Jahrhundert (Wegestein)                 | von verkehrsgeschichtlichem und ortsgeschichtlichem Wert | 09208789 |
|                | Straßenbrücke über die Eisenbahn                                                                                               | Redemitz (Karte)        | Mitte 19. Jahrhundert (Straßenbrücke)                        | Brücke über die Eisenbahnstrecke Riesa -Chemnitz, Zeugnis der Verkehrsgeschichte und Regionalgeschichte | 09208807 |
| Weitere Bilder | Windmühle Strocken | Strocken (Karte)        | 1871 (Bockwindmühle); 1922 (Motormühle); 1922 (Nebengebäude) | Bockwindmühle und Motormühle mit angebautem Nebengebäude des Mühlengutes; geschlossen erhaltenes Ensemble von landschaftsprägender Bedeutung, technikgeschichtlich bedeutsam                                  | 09208782 |
| Weitere Bilder | Sachgesamtheit Königlich-Sächsische Triangulierung („Europäische Gradmessung im Königreich Sachsen“); Station 103 Eichardthöhe | Wollsdorf (Karte)       | bezeichnet 1868 (Triangulationsstein)                        | Triangulationssäule; Station 2. Ordnung, bedeutendes Zeugnis der Geodäsie des 19. Jahrhunderts, vermessungsgeschichtlich von Bedeutung                                                                        | 09208765 |